# The Beach Boys
The Beach Boys es una banda de rock formada en la ciudad estadounidense de Hawthorne, Los Ángeles (California) en el año 1961. Distinguidos por sus armonías vocales, son uno de los grupos más influyentes de la era del rock and roll. El grupo, dirigido por su principal compositor y productor Brian Wilson, fue pionero en nuevos enfoques de la producción de música popular, combinando sus afinidades por grupos vocales basados en el jazz y el rock and roll de los años 1950 para crear su sonido único. Más tarde organizó sus composiciones para orquestas de estudio y exploró una gran variedad de estilos, incorporando a menudo elementos de música clásica como también jazz y técnicas de grabación no convencionales de maneras innovadoras. La banda estuvo integrada en su fundación por los hermanos Wilson: Brian (compositor, voz, bajo y piano), Carl (guitarra y voz) y Dennis (batería, voz); junto con un primo de la familia, Mike Love (voz); y un compañero de estudios de Brian, Al Jardine (guitarra y voz). Bruce Johnston (voz, bajo y piano) se unió más tarde al grupo para reemplazar a Brian Wilson en las actuaciones en vivo.
Sus obras iniciales reflejaban la cultura juvenil del sur de California: surf, autos y romance. Para 1964, el grupo abandonó gran parte de esa estética, en especial del surf, para adentrarse a composiciones con letras más personales e instrumentaciones con arreglos orquestales. Hasta 1965, las actuaciones internacionales de la banda figuraron entre las más populares de la década de 1960. Brian Wilson fue dejando progresivamente las actuaciones en vivo entre 1964 y 1965 para adentrarse en mejorar las futuras producciones musicales. 
En 1966, gracias al álbum Pet Sounds y al sencillo número uno «Good Vibrations» el grupo se posicionó como uno de los más innovadores del rock hasta ese momento. Después de que Brian Wilson abandonará su ambicioso proyecto SMiLE en 1967, gradualmente se fue retirando de las producciones de la banda, reduciendo su aporte debido a problemas de salud mental y abuso de sustancias. A partir de ese momento la popularidad del grupo comenzó a decaer en los Estados Unidos. Aun así, en los años 1970 siguieron publicando álbumes de distintos géneros musicales, que iban desde el elaborado pop en Sunflower, al soul y góspel en Carl and the Passions - "So Tough". Pero a pesar de los esfuerzos por continuar sus producciones musicales, The Beach Boys (con diferentes miembros en su formación a lo largo de su historia) nunca llegaron a recuperar la popularidad que tuvieron a mediados de los años 1960, cuando el grupo llegó incluso a competir de forma breve con The Beatles, tanto en términos de atractivo comercial como de crítica. Desde la década de 1980, ha habido muchas disputas legales entre los miembros del grupo sobre las regalías, los derechos de autor y el uso del nombre de la banda. Los Beach Boys originales —excepto Dennis y Carl Wilson, ya fallecidos— se reunieron en diciembre de 2011 para celebrar el quincuagésimo aniversario del grupo, además de editar el álbum That's Why God Made the Radio en 2012.
The Beach Boys, junto a otras bandas de los años 1960, sirvieron de inspiración a numerosos artistas del medio. Grupos como Queen y ABBA, Elton John, e incluso el conjunto de punk rock Ramones, reconocieron la influencia de la banda californiana en sus composiciones. Apodados como «los Beatles estadounidenses», The Beach Boys fueron frecuentemente citados como el mejor grupo musical de los Estados Unidos. En 2010, el canal de televisión especializado en música VH1 los clasificó en el número 15 en su lista de los «100 artistas más grandes de todos los tiempos», y en 2011, la revista Rolling Stone los clasificó en el número 12 en el listado de sus «100 artistas más grandes». Allmusic ha llegado a publicar: «Frecuentemente se olvida lo que hicieron The Beach Boys por la música. La capacidad infalible de la banda para navegar por el éxito y el desarrollo artístico hizo de ella el primer y el mejor conjunto de rock de los Estados Unidos». Están en el sexto puesto en la lista de los 100 artistas más influyentes, según datos de Allmusic.

## Historia

### Años de formación
Los orígenes del grupo se remontan al suroeste del condado de Los Ángeles, en Hawthorne (California), cerca del océano Pacífico. Brian, Dennis y Carl eran hijos de Murry Wilson, un compositor frustrado y en ocasiones un padre abusivo. Los tres hermanos crecieron a muy pocos kilómetros del mar, en cuyas playas se practicaba el surf, aunque solo Dennis llegó a interesarse por este deporte. Los tres ya armonizaban musicalmente sus voces desde muy jóvenes. Muy a menudo se unía a ellos su primo Mike Love. El grupo se completó finalmente con la llegada de Al Jardine, un amigo de Brian Wilson en la escuela secundaria y compañero suyo en el equipo escolar de fútbol americano.
En 1958, y con motivo de su decimosexto cumpleaños, Brian recibió de sus padres un magnetófono de bobina abierta Wollensak como regalo. Con este artefacto aprendió a sobregrabar las voces de Carl, la de su madre y la suya propia. Después, Brian hizo una grabación tocando el piano, y más tarde agregó la guitarra eléctrica interpretada por Carl, cuyo instrumento recibió este como regalo en Navidad.
Brian fue desde muy temprano un ávido oyente de Johnny Otis en su programa de la radio KFOX, una de las emisoras favoritas de su hermano Carl. Inspirado por la simple estructura y las voces de las canciones de rhythm and blues que oía, cambió su estilo de tocar el piano y pronto empezó a escribir canciones por sí mismo. Su entusiasmo interfirió con sus estudios de música en la escuela. Dejó de completar el duodécimo grado de sonata para piano, pero ya había realizado una composición original titulada «Surfin'». Wilson ha declarado sobre sus comienzos en la música, cuando apenas tenía ocho años: «La música ya me estaba formando e influenciando por entonces... nada me impactó más que cuando escuché a mi padre tocar el piano de la familia... vi cómo los dedos hacían los acordes y memoricé sus posiciones».
Su padre, Murry Wilson, no había destacado en su faceta de componer canciones. Su único éxito, «Two Step Side Step», lo compuso cuando estaba cursando el bachillerato en 1952. A pesar de su habilidad musical y su deseo de educar musicalmente a Brian, Murry era un padre violento: hacía críticas desalentadoras a sus hijos y abusaba psicológica y físicamente de ellos. Brian siempre quiso, desde niño, aprender a tocar el piano, aunque siempre estaba demasiado atemorizado para preguntar cómo. Pero, en un momento dado, Brian sorprendió a su padre y le mostró que había aprendido a tocar él solo el piano: «Tocar el piano... literalmente me salvó el culo».
Los hermanos Wilson comenzaron a juntarse cada vez más con Mike Love gracias a las reuniones que daban regularmente sus respectivas familias. Brian le enseñó armonía vocal a la hermana de Love, Maureen, y también a unos amigos. Tanto Mike como Brian fueron a estudiar juntos al Instituto Hawthorne, donde conocieron a Al Jardine, quien ya había tocado la guitarra en un grupo de folk llamado The Islanders. En su búsqueda de colaboradores, Brian y Alan le preguntaron a los jugadores de fútbol americano de la escuela si querían aprender música y armonías. Sin embargo, esta búsqueda no obtuvo ningún resultado.

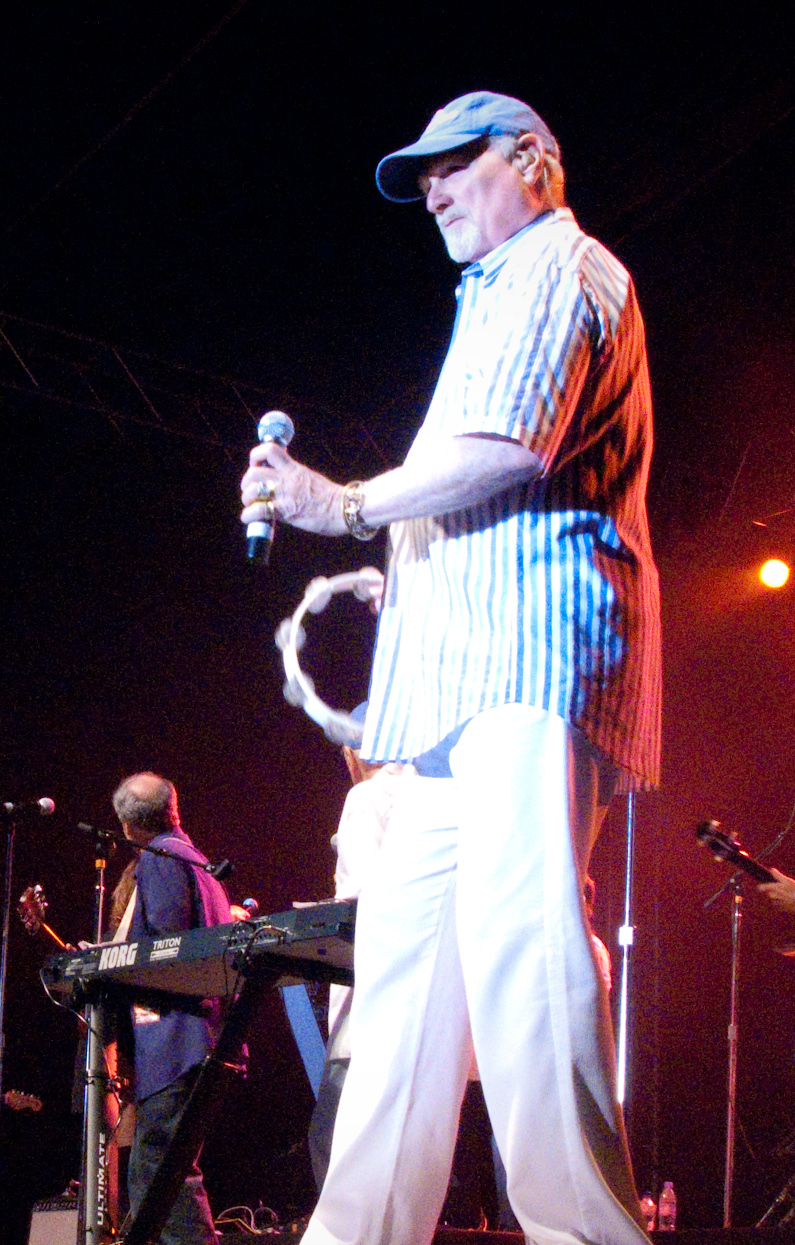
Mike Love liderando a los Beach Boys «oficiales» en Springfield (Misuri), en el verano de 2009.

Wilson comenzó a asistir en septiembre de 1961 a la escuela El Camino Community College, donde se especializó en psicología y donde también obtuvo clases adicionales de música. Mientras tanto, Jardine ingresó a la universidad Ferris State en Big Rapids (Míchigan), después de trasladarse con sus padres al medio oeste. En octubre de ese mismo año, Glee, la madre de Mike Love, echó a su hijo de casa al enterarse de que había dejado embarazada a su novia.
Brian Wilson le sugirió a Al Jardine que formaran equipo entre los tres, junto a Carl. Fueron en estas sesiones primarias, realizadas en el dormitorio de Brian, en donde comenzó a gestarse el «sonido de The Beach Boys». Finalmente fue Mike Love quien animó a Brian a escribir canciones y fue él quien le dio el primer nombre a la banda, The Pendletones. Este nombre provenía de las camisas de lana Pendleton, que estaban siendo muy populares en ese momento. En los primeros recitales de 1960 la banda utilizó estas camisas de lana parecidas a una chaqueta. Después, el grupo comenzó a utilizar, en 1962, unas camisas rayadas a franjas celestes y blancas que usaron regularmente durante sus recitales hasta 1966.

### Primeras grabaciones
The Beach Boys realizaron algunas grabaciones que serían gestionadas al principio por Murry Wilson, quien ya conocía por entonces al editor musical Hite Morgan. Este aún estaba construyendo su estudio y creando su compañía discográfica cuando la banda iba a ensayar a su local para hacer sus primeros registros. El grupo había ido a uno de estos ensayos con el poema «The Wreck of the Hesperus» grabado en una cinta, que incluía, además, música compuesta por la propia banda.
Influenciados por la música de los años 50 (sobre todo por The Four Freshmen y The Hi-Los), el grupo grabó bajo el nombre de Carl and the Passions las canciones «Samoa», «Lone Survivor», «Barbie», «What is a Young Girl» y también, una versión de la canción caribeña «Sloop John B». Sin embargo, Hite y su esposa Dorinda Morgan les aconsejaron que intentaran grabar alguna canción más original y diferente para tener éxito. Así, Dennis Wilson, amante del surf, le aconsejó al grupo grabar una canción que tratara sobre este deporte, cuya práctica estaba siendo muy popular entre la juventud de las playas de California. Este consejo surgió como consecuencia de una mentira que Dennis les dijo a los Morgan: después de haberles presentado las cinco canciones que el grupo tenía, les contó que Brian Wilson y Mike Love estaban a punto de completar una nueva canción cuya temática versaba sobre el surf. En consecuencia, los dos primos se tuvieron que poner a escribir y grabar apresuradamente una canción que tratara sobre este deporte.
Los Wilson alquilaron, con la ayuda de su padre, el estudio de grabación y los instrumentos musicales (bajo, guitarra y batería para Brian, Carl y Dennis, respectivamente) con que se registraría el nuevo número que Brian Wilson y Mike Love habían escrito, «Surfin'». Este sencillo fue editado en 1961 por el sello discográfico Candix Records, bajo el nombre de la banda The Pendletones. Pero antes, el grupo había estado ensayando entre el 2 y 3 de septiembre de 1961: con el dinero que los padres de los hermanos Wilson les habían dejado para que compraran comida —unos trescientos dólares—, más algo de dinero que la madre de Al Jardine había dejado, se compraron los instrumentos musicales necesarios para ensayar, en ausencia de los padres de los Wilson, las canciones «Surfin'», «Luau» y «Lavender» en el garaje de su casa.
El 3 de octubre de 1961, The Pendletones grabaron doce tomas de «Surfin'» en las pequeñas oficinas de Morgan, aunque Dennis no tocó la batería en esta sesión. Se llegó a prensar así una pequeña cantidad de sencillos. Cuando los muchachos desempaquetaron la primera caja que contenía esos discos, vieron, sobre la etiqueta de Candix Records, que el nombre de la banda había sido cambiado al de «The Beach Boys». Murry Wilson, envuelto ya estrechamente con la trayectoria de la banda, llamó a Morgan para ver qué había sucedido. Al parecer, un joven trabajador llamado Russ Regan había pensado que la banda sonaba parecido a un dúo artístico local llamado Jan and Dean, y sugirió que el grupo cambiase su nombre para adaptarse más al tema sobre el que versaban sus propias canciones: «Algo así como The Lifeguards o The Beach Bums... algo que ver con la playa. ¡Lo tengo! ¿Por qué no el nombre de The Beach Boys?». El presupuesto limitado impidió que las etiquetas de los sencillos se pudieran imprimir de nuevo. El lado B de «Surfin'» era «Luau», y el disco fue catalogado con el número 331. El sencillo se reeditó dos veces más, una con la referencia de Candix 301, y otra con la del número 331, respectivamente.
Así nació el grupo el 8 de diciembre de 1961 con el éxito regional «Surfin'». La melodía pegadiza de la canción llamó la atención de los adolescentes locales, que hizo que el sencillo se elevara al segundo lugar de las listas en Los Ángeles. En febrero de 1962, la canción llegó al puesto número 118, hasta alcanzar finalmente el número 75 en la lista del Billboard. Con ello se alcanzó a vender un total de cincuenta mil copias del sencillo. Los integrantes de la banda eran los tres hermanos Wilson: Brian, Dennis y Carl; su primo Mike Love, y Al Jardine. Juntos elaboraron las difíciles armonías de sus canciones. Una minoría de surfistas crítico el corte, es notable el testimonio purista de uno de los críticos especializados en la historia de la música surf, Stephen McParland: «Surfin' no era música surf. La canción no incluía ninguno de los elementos identificables con el género. Solamente contenía la palabra surf en el titulo y la letra ¿Cómo pueden cantar sobre un estilo de vida que no han experimentado?». Una relativa animosidad comenzó a gestarse entre los grupos de la secta surfistas quienes veían al grupo como «explotadores», antes que portavoces.
Dennis Wilson recordó que estaba en el Ford 1957 de Brian en la ciudad de Hawthorne, cuando escuchó por primera vez en la radio anunciar: «A continuación, un grupo del sur de California, interpretando su canción "Surfin'"»; «Fue lo máximo», recordó Dennis, a lo que añadió que nunca más había vuelto a ver la misma expresión de satisfacción en la cara de Brian Wilson de aquella vez en el coche.

### El reemplazo de Al Jardine

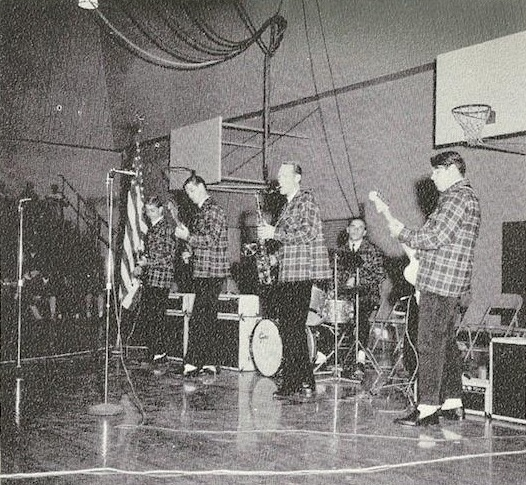
The Beach Boys tocando en una escuela en 1963, con David Marks.

Murry Wilson les organizó a los Beach Boys su primera actuación pagada que el grupo dio el día de Año Nuevo de 1962, y por la cual recibieron trescientos dólares, según recordaba posteriormente Mike Love. Poco después, el 8 de marzo de 1962, Brian (como vocalista principal), Carl, Alan y Audree Wilson (la madre de los tres hermanos Wilson), junto a Val Poliuto —miembro del cuarteto de doo wop The Jaguars en los años 50— imitando vocalmente un bajo, agregaron sus voces sobre dos pistas instrumentales que habían grabado previamente otros artistas en Candix Records. Estas canciones, tituladas «Barbie» y «What is a Young Girl Made of?» (esta última con la participación como vocalista principal de Brian sin ningún otro miembro de The Beach Boys), se publicaron posteriormente bajo el nombre de Kenny & the Cadets. En esta misma época Murry creó la compañía editorial Sea of Tunes, para proteger las futuras composiciones de su hijo Brian.
El 8 de febrero de 1962 la banda grabó las canciones «Surfin' Safari», «Surfer Girl» y «Beach Boys Stomp» (también conocida como «Karate») en los World Pacific Studios. Pocos días después de esta sesión, Jardine abandonó la banda para continuar con sus estudios universitarios de odontología, y reunir a su grupo anterior, The Islanders, por segunda vez. Fue reemplazado por un joven vecino de los Wilson, David Marks, cuyo primer concierto lo realizaría con la banda en el Bel Air Bay Club de la comunidad angelina de Pacific Palisades el 10 de marzo de 1962. De esta manera, fue él quien llegaría a aparecer como parte integrante de The Beach Boys en las portadas de los primeros álbumes Surfin' Safari y Surfer Girl que la banda llegó a editar poco después en 1962 y 1963.

### Contrato con Capitol y segundo sencillo

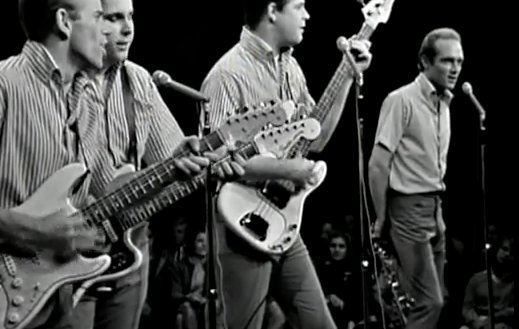
Captura de su actuación de 1964, en su etapa de pleno éxito.

El 19 de abril, poco antes de que acabaran su corto contrato con Candix Records, The Beach Boys grabaron en los estudios de United Western una cinta con cuatro canciones para hacer posible un futuro nuevo contrato con alguna compañía discográfica. La sesión la produjo el ingeniero Charles Dean «Chuck» Britz. Murry (ya mánager del grupo) le llevó el 16 de mayo todas estas grabaciones semiprofesionales a Nick Venet, el cazatalentos de Capitol Records. Este, después de comprar, en contra del consejo de sus superiores, las cintas maestras de «Surfin' Safari», «Lonely Sea» y «409» por un valor de trescientos dólares, decidió contratar al grupo el 16 de julio de 1962, pero con el nuevo nombre de The Beach Boys, ya que así eran conocidos. De esta forma, se convirtieron en uno de los primeros grupos musicales cuyos integrantes siempre eran fijos, pues antes, en los años 50, la mayoría de los conjuntos se habían conformado por músicos solistas cuyos demás integrantes eran músicos de sesión, los cuales casi nunca eran fijos.
Murry Wilson había tomado el control directivo de la banda sin habérselo consultado a Brian Wilson, e insistió en la importancia que era tener un éxito en las listas, por lo que, el 13 de junio, el grupo grabó cuatro canciones en los Western Studios de Los Ángeles, que incluían «Surfer Girl», «409» y «Surfin' Safari». Murry Wilson exigió al grupo que grabase alguna canción suya, diciendo: «mis canciones son mejores que las vuestras».
A mediados de 1962, The Beach Boys debutaron en Capitol con su primer sencillo en esta discográfica, «Surfin' Safari». Este tema era algo más elaborado que la canción «Surfin'», y entró en el puesto número 14 de las listas. Con «Surfin' Safari» ayudaron a dar a conocer el nuevo ritmo del surf rock, que comenzaba a florecer en el sur de California gracias a artistas como Dick Dale, Jan & Dean y The Chantays. La banda editó en octubre de 1962 su primer álbum, Surfin' Safari, que logró subir al puesto número 32 de las listas de ventas de álbumes. El disco también incluyó una versión de «Summertime Blues», de Eddie Cochran. Para el 17 de diciembre de 1962, la banda comenzó su primera gira, que consistió en ocho fechas por el sur de California, y que concluía el día de Nochevieja. Poco después de estos conciertos, The Beach Boys fueron a tocar con bastante éxito en el estado de Arizona. En febrero de 1963, Dennis Wilson fue reemplazado en la batería por Mark Groseclose (integrante de The Marksmen, de David Marks), al sufrir aquel un accidente automovilístico.

### Regreso de Jardine y la llegada al éxito

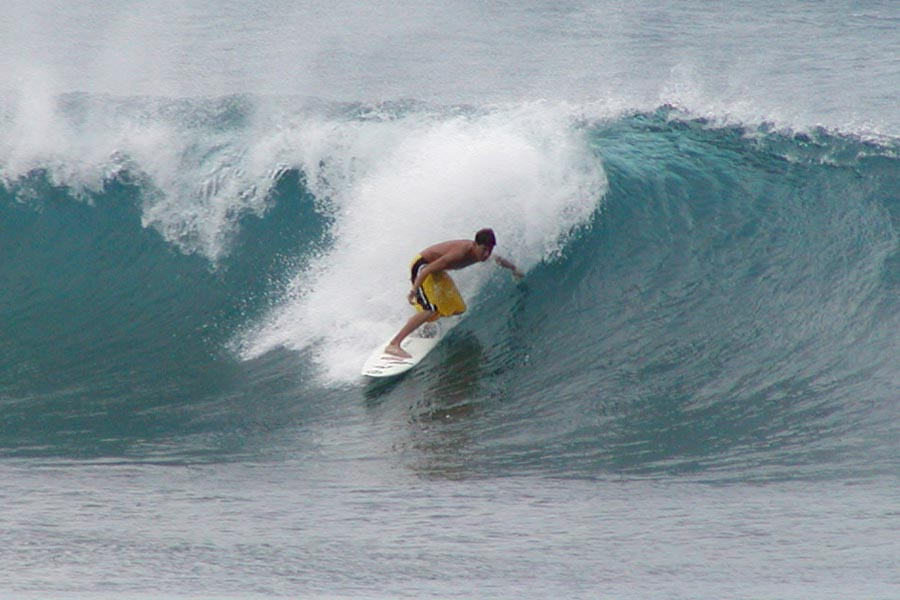
The Beach Boys fue el grupo más representativo del estilo de vida californiano de los años sesenta, así como también de la música y cultura del surf de su época.

Más tarde, el 4 de marzo de 1963, se publicó el sencillo «Surfin' USA», que fue el primero en entrar al top 5 de las listas, antes de que Al Jardine regresara de la universidad y retomara su lugar en el grupo. Para entonces, The Beach Boys ya habían grabado sus dos primeros álbumes. El segundo de ellos se llamó Surfin' USA y llegó al segundo puesto de las listas de los Estados Unidos. Este álbum fue el primero editado por el grupo en alcanzar el disco de oro por sus ventas. Cada álbum contenía doce canciones, de las cuales varias se convirtieron en éxitos y en clásicos del grupo. La pretensión de Capitol era que el grupo trabajara con un productor de estudio de grabación, pero Brian Wilson pronto se hizo cargo de las sesiones y comenzó a impulsar el estilo del grupo más allá del surf rock. El 20 de marzo, Wilson ayudó a componer y a adjuntar voces en la canción «Surf City», de Jan & Dean, y en agosto de 1963, esta canción llegó al número 1 de las listas.
The Beach Boys grabaron a finales de 1963 un nuevo álbum, Surfer Girl, que ganaría otro disco de oro para el grupo. Este fue el primer álbum en el que Brian Wilson apareció en los créditos del mismo como productor. El disco llegó al séptimo puesto en los Estados Unidos, mientras que en el Reino Unido lograría escalar hasta la posición número 13 al publicarse el álbum en ese país en 1967. Del disco se extrajo un sencillo que entró en el top 10 de la lista Hot 100 de Billboard. Además del éxito comercial del álbum, este marcó el punto a partir del cual Brian Wilson comenzó a crecer como músico. Canciones como «Catch a Wave» e «In My Room» presentaron un gran salto en la composición, producción y en los complejos arreglos de las armonías vocales del grupo, más teniendo en cuenta que la banda tenía apenas dos años de vida. The Beach Boys comenzaron a partir de entonces a hacer giras incesantemente.
El 21 de octubre de 1963, el grupo lanzó su cuarto álbum —su tercero en ese año, y un mes después de Surfer Girl—, titulado Little Deuce Coupe. Fue grabado en poco tiempo, con vistas a ponerlo en los estantes de las tiendas lo antes posible. A pesar de ello, la calidad del disco fue igual a la de sus antecesores. Ocho de las canciones eran nuevas, mientras «Little Deuce Coupe», «Our Car Club», «Shut Down» y «409» ya se habían publicado en sus anteriores tres primeros álbumes. Little Deuce Coupe se convertiría en otro éxito de ventas, al ganar el disco de oro y, muchos años más tarde, el disco de platino.

### Las giras y la popularidad mundial

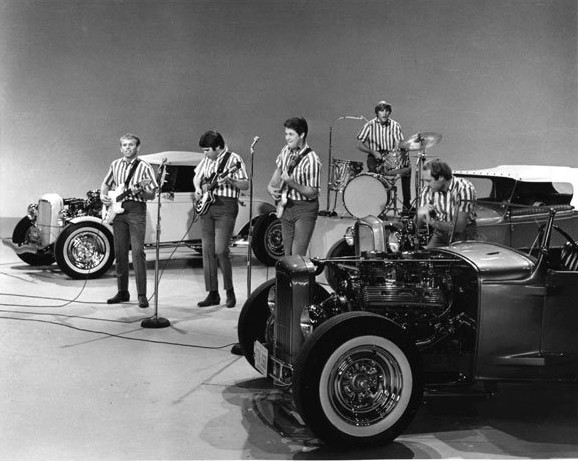
The Beach Boys en The Ed Sullivan Show, en 1964.

A principios de 1964, con solo tres años de vida, el quinteto hizo sus primeros conciertos en el extranjero, concretamente en Australia y Nueva Zelanda, del 13 de enero al 1 de febrero. Al terminar la gira, todos se pusieron de acuerdo en que había que despedir a Murry Wilson. Y esto ocurrió en las sesiones del 2 de abril de 1964 para grabar «I Get Around». Murry Wilson fue despedido como mánager por su hijo, Brian Wilson, ya que lo consideraba muy autoritario. El padre de los Wilson pasó cerca de un mes en la cama por la consiguiente depresión. «I Get Around» fue el primer sencillo de The Beach Boys en alcanzar el número 1 en los Estados Unidos, y el que los llevó a la cima de la popularidad en su país.
Para julio se publicó un nuevo álbum del grupo All Summer Long, donde se incluyó su primer sencillo número uno. El álbum fue bastante exitoso al lograr llegar al puesto número 4 y ganar otro disco de oro para la banda. Después de haber realizado tres conciertos en el estado de Hawái, el grupo se embarcó en la gira Surfin' Safari Tour entre el 6 de julio y el 8 de agosto de 1964. El éxito fue en aumento, y el 17 de septiembre la banda fue invitada a tocar en el programa televisivo The Ed Sullivan Show. La popularidad de los recitales supuso para ellos que fueran llamados a grabar varias canciones en vivo en el T.A.M.I. (Teen Age Music International) Show de Santa Mónica, el cual fue presentado por Jan and Dean y que tenía como director musical a Phil Spector. El espectáculo también incluía a James Brown, Lesley Gore, Chuck Berry, Marvin Gaye y The Rolling Stones. Después, el grupo realizó varias giras promocionales por Europa.
El 7 de diciembre de 1964, Brian Wilson se casó en la ciudad de Los Ángeles con Marilyn Rovell. Pero las presiones del negocio y los abundantes días de actuaciones contraídos por la banda en sus giras habían afectado seriamente la salud del músico, que sufrió una primera crisis nerviosa durante un vuelo en avión en plena gira por el sudoeste de los Estados Unidos. Llegó a actuar en el concierto de Houston el 23 de diciembre, pero al día siguiente se marchó de vuelta a Los Ángeles. Glen Campbell lo reemplazó momentáneamente durante el resto que quedaba de la gira.

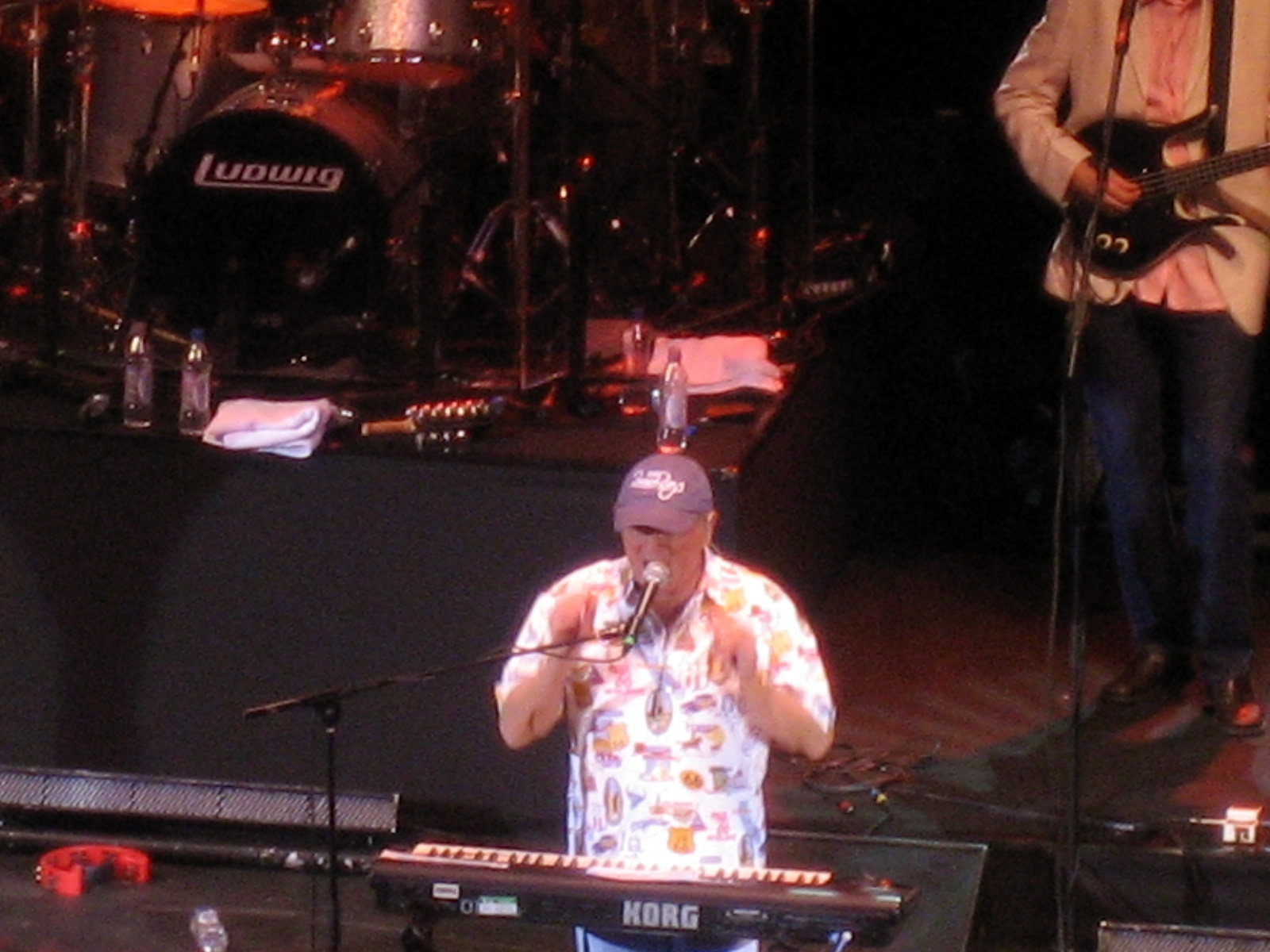
Bruce Johnston actuando con los Beach Boys «oficiales» en São Paulo (Brasil) el 2 de diciembre de 2009.

Después de que Campbell acabase su compromiso con la banda, se le sustituyó por el músico Bruce Johnston, quien ya había sido integrante como vocalista del dúo de música surf Bruce & Terry junto a Terry Melcher. Una de las primeras colaboraciones del nuevo beach boy sería tocar el piano en la grabación de la exitosa canción «California Girls». En enero de 1965, Brian Wilson anunció oficialmente su retiro. La banda, de mala gana, aceptó esta decisión. Aunque cabe destacar que Wilson espasmódicamente apareció en algunas actuaciones televisadas en vivo, debido a que Johnston no se podía mostrar públicamente como consecuencia de un contrato preexistente con otro sello. Johnston recuerda: «Yo ya conocía a los chicos, pero más que a nadie conocía a Mike, quien me llamó para ver si sabía de alguien que pudiera cantar al estilo de Brian». Sin embargo, Johnston no encontró un reemplazo, así que él mismo fue temporalmente el suplente de Brian durante algunos días concertados: «Así fue como aparecí en el escenario con la banda. Cuando volví a casa me llamaron y me preguntaron: "¿Puedes actuar algún día más?". Terminé actuando durante dos semanas. Carl [Wilson] me había enseñado las diecisiete o dieciocho canciones que tenía que tocar en el bajo. Yo no sabía cómo tocar el bajo, pero me aprendí esas canciones rápidamente». Bruce Johnston ingresó oficialmente en el conjunto el 19 de mayo de 1965.
En octubre se publicó el álbum en vivo Beach Boys Concert. Fue el primero de la banda en llegar al número 1 de las listas musicales, donde pasaría cuatro semanas en esa primera posición. El grupo también hizo giras promocionales por Europa (Gran Bretaña los aclamaría en el futuro incluso más que en su propio país). Unos meses después se publicó The Beach Boys' Christmas Album, en donde The Beach Boys hicieron uso de sus armonías para cantar algunas canciones clásicas navideñas como algunas otras compuestas por ellos mismos.

### El grupo pionero de la música pop

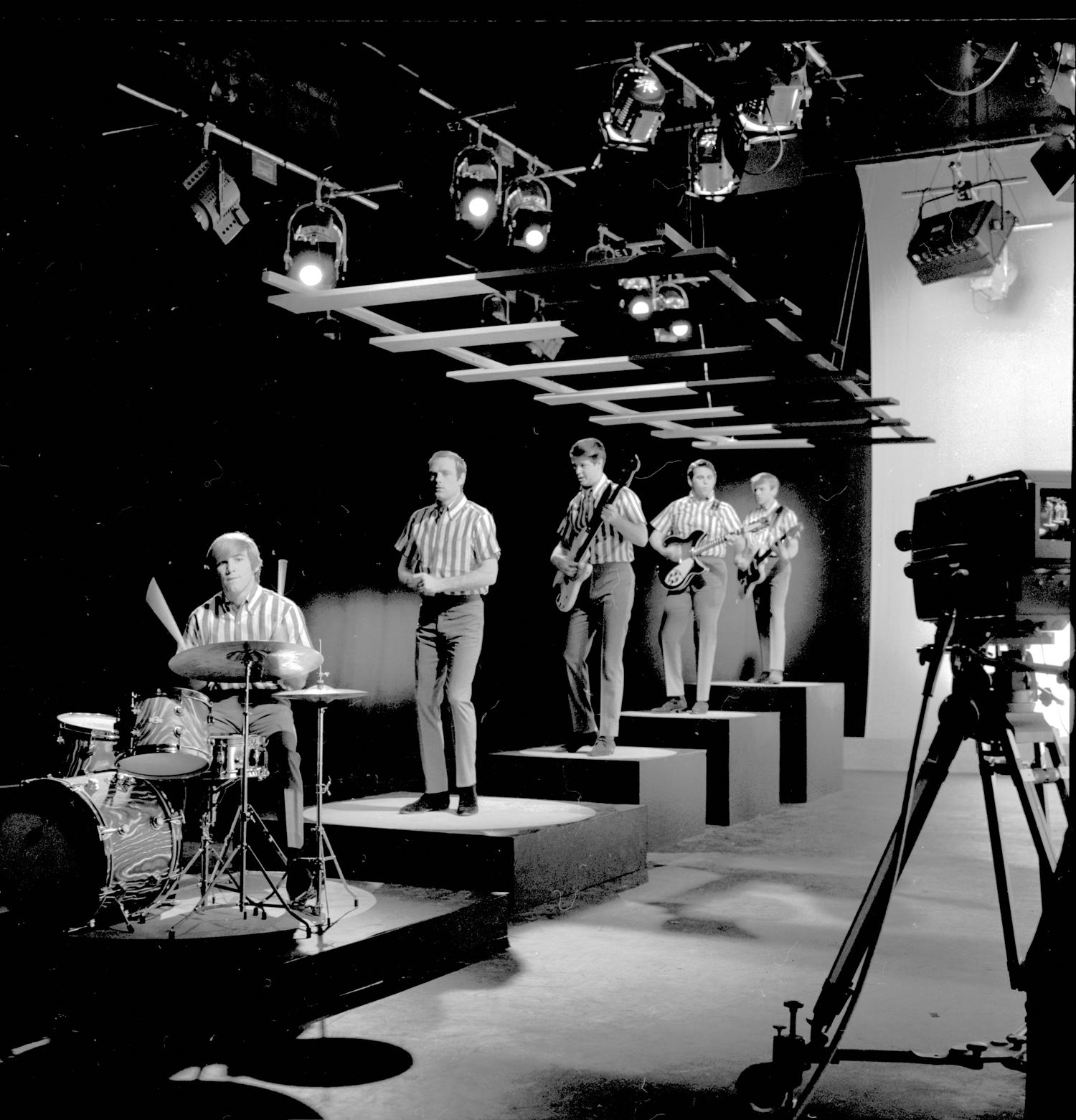
The Beach Boys en un programa de televisión en vivo en 1964.

La expulsión de Murry Wilson y el hecho de que Brian Wilson se retirase de los recitales para concentrarse en realizar mejores producciones musicales habría de dar sus frutos en poco tiempo. El primer álbum que Wilson grabó sin la presencia de su padre fue el primero publicado en 1965, The Beach Boys Today!. Además de haber llegado al puesto número 4 y certificarse como disco de oro, fue considerado como uno de los mejores que hasta entonces publicaron The Beach Boys. Innovador en los arreglos musicales influenciado por las producciones de Phil Spector, Wilson también había madurado como letrista en la composición de las canciones de este disco. En The Beach Boys Today! se había abandonado la temática sobre el surf y los coches deportivos en favor de los que trataban sobre el romance tardo-adolescente o el del temprano-adulto, e incluía canciones de tal estilo como las baladas románticas «She Knows Me Too Well», «Kiss Me Baby» e «In the Back of My Mind». También estaba la composición sofisticada de «When I Grow Up (To Be a Man)», que contenía un clavicordio entre los cuidados arreglos de la canción. Otra composición destacada fue «Please Let Me Wonder», uno de los trabajos de la banda más delicados de mitad de los años 60, y que contenía una desgarradora melodía envuelta en deliciosas armonías.
En la época de la publicación de The Beach Boys Today!, Mike Love fue demandado en juicio por paternidad. Shannon Ann Harris fue quien demandó a Love, asegurando que él era el padre de su hija Shawn Marie. Love negó la paternidad, pero aceptó proporcionar una pensión alimenticia a la niña y el derecho a utilizar su apellido cuando cumpliera los dieciocho años de edad.
Un par de meses después se lanzó el álbum Summer Days (and Summer Nights!!). Fue más exitoso que su antecesor al trepar al puesto número 2 y obtener igualmente el disco de oro, pero significó también un pequeño retroceso en la calidad artística de la banda, ya que se volvió a la composición de las típicas canciones sobre la vida en la playa y a preocuparse más por hacer sencillos comerciales. Entre esas canciones también se compusieron temas importantes como «California Girls», con su arreglo sinfónico, buena melodía y la impresión del estilo de vida californiano. Hubo lugar también para canciones más simples, como «Amusement Park U.S.A.» y «Salt Lake City». Otra composición destacada era «Let Him Run Wild», una balada soul con voz en falsete de Wilson. En «Girl Don't Tell Me», Carl Wilson explotó su capacidad debutante como cantante líder.
Capitol Records, que ya había publicado diez álbumes de The Beach Boys en solo tres años, urgió a la banda a que registrara rápidamente un nuevo álbum para que se publicase en la Navidad de 1965. Entonces, para ganar tiempo en el cual Brian Wilson comenzaba a concebir la obra resultante que iba a ser Pet Sounds, el grupo publicó un álbum con versiones de canciones ajenas titulado Beach Boys' Party!, y en el cual se incluyeron clásicos del rock de los años 50 y del R&B que los músicos habían escuchado en su época de escolares. Presentado como si se hubiera grabado durante una fiesta real, el álbum se registró en realidad en el estudio, donde se le añadió las voces de las parejas de cada integrante de la banda para fabricar un ambiente informal. Con la excepción de un bajo eléctrico, todos los demás instrumentos eran acústicos. El álbum se vendió muy bien, sobre todo en Europa y en el Reino Unido, así que The Beach Boys decidieron ir de gira por Europa y Japón. Esta extensa gira le dio mucho tiempo a Brian Wilson para su nuevo y radical proyecto. La gira fue del 7 al 23 de enero de 1966.

### La innovación musical dePet Sounds
En diciembre de 1965, The Beatles publicaron Rubber Soul, un álbum que llegaría a cautivar a Brian Wilson. Hasta entonces, cada álbum de The Beach Boys (al igual que la mayoría de los álbumes de música rock) contenía algunas pistas de relleno, como versiones de canciones ajenas o, incluso, piezas de corte humorístico. Wilson encontró que Rubber Soul estuvo lleno de canciones originales y, más importante todavía, que todas las canciones eran de muy buena calidad, sin ser ninguna de ellas de relleno. Inspirado, Wilson se apresuró hacía su mujer y le proclamó: «Marilyn, ¡voy a hacer el álbum más grandioso! ¡El álbum de rock más grande jamás hecho!». A principios de enero de 1966, Wilson se puso en contacto con el poeta y joven publicista Tony Asher para que lo ayudara a escribir las canciones del nuevo álbum. Según Asher (quien apenas conocía a Wilson), no podía imaginar que el propio Wilson lo hubiera buscado para su proyecto personal, ya que él no sabía nada acerca de su manera de trabajar. La mayoría de las canciones del álbum fueron escritas durante diciembre de 1965 y enero de 1966. Si bien gran parte de ellas fueron compuestas por Wilson con Tony Asher, «I Know There's an Answer» fue escrita junto a otro nuevo socio, Terry Sachen.
Después de haber escrito las canciones, Brian Wilson se dispuso a principios de enero de 1966 a hacerle los arreglos musicales y a grabarlas. Cada tema tenía su propia partitura, la cual había que interpretarse con total precisión si no se quería que se tuviera que grabar de nuevo. Para cuando el resto de los integrantes de la banda llegaron de su gira por Japón y Europa, ya se tenían preparadas seis canciones y todo el material necesario para su registro. Los miembros de la banda (Mike Love, Al Jardine, Carl y Dennis Wilson) se quedaron impresionados por los sonidos inusuales, las técnicas musicales y la letra de las canciones que Wilson había creado para el nuevo álbum. Love, en particular, quedó perplejo al ver que Wilson no había incluido en sus composiciones referencia alguna a la temática de «coches, chicas y playa» que tan exitosamente había marcado la carrera del grupo hasta ese momento. Los miembros de la banda no confiaron en que el álbum pudiera tener éxito, pero Brian Wilson logró convencerlos para que lo grabasen, aunque, en lo personal, Mike Love siguiera con su oposición a la nueva idea con la opinión de que el álbum fracasaría.
Brian Wilson contrató a los mejores músicos de estudio de Los Ángeles (conocidos como The Wrecking Crew) para la grabación de las pistas instrumentales del álbum. En algunas canciones llegó a usar cuarenta músicos para crear «el sonido perfecto». Wilson había compuesto, arreglado y producido todas las canciones por su cuenta, algo poco común para 1966. Mike Love, Carl Wilson, Dennis Wilson, Al Jardine y Bruce Johnston trabajaron casi exclusivamente como vocalistas, siguiendo las instrucciones de Brian. Love, respecto a la canción «I Know There's an Answer», se opuso tenazmente a que el tema se titulara «Hang On to Your Ego», y su insistencia en que fuera retitulada y escrita de nuevo derivaba de que le parecía que la letra hacía apología de la droga.
Al nuevo álbum se le puso el título de Pet Sounds. No obtuvo el éxito al que el grupo estaba acostumbrado (fue su primer fracaso comercial), pero sí consiguieron una obra artística que, según el propio Paul McCartney, «fue el mejor disco vocal jamás grabado». Sirvió de inspiración para que se grabase el Sgt. Pepper's Lonely Hearts Club Band de 1967, obra cumbre de The Beatles. Además, ayudó a que Brian Wilson obtuviera mayor respeto artístico en los círculos de moda de Los Ángeles. Un detalle que destacó a este álbum fue que, en una de sus canciones, «God Only Knows», era la primera vez que se mencionaba la palabra «Dios» en un tema de música popular.
Todas las pistas y arreglos musicales se realizaron durante cuatro meses en los principales estudios de Los Ángeles (Gold Star Studios, United Western Recorders y Sunset Sound). Las canciones fueron arregladas y producidas por Brian Wilson, que también fue autor o coautor de todas las canciones excepto la de «Sloop John B», que era una canción tradicional caribeña a la que Wilson cambió algunas estrofas y le hizo sus propios arreglos musicales. Desde marzo hasta principios de abril, el grupo se dedicó a las grabaciones vocales de las canciones, cuyo trabajo resultó ser el más agotador de la obra. Mike Love mencionó que Brian quería probar todas las opciones posibles de entonación vocal, por lo cual realizó todo tipo de pruebas, y si en uno de esos registros se hubiese detectado algún error, la banda tendría que volver a grabar su parte vocal de nuevo, hasta que la entonación quedara perfecta.
Brian Wilson había desarrollado, a través de los años, sus propios métodos de producción musical, con los que alcanzaría el cénit en la grabación del álbum Pet Sounds a finales de 1965 y principios de 1966. Una de las técnicas por él utilizadas fue el desarrollo y refinamiento de la famosa técnica wall of sound (muro de sonido) de su mentor y rival Phil Spector, que se conseguía mezclando muchos instrumentos y voces creando el efecto de una inmensa capa de sonido en la grabación.
De hecho, Wilson había declarado que para el título del álbum había utilizado las iniciales de Spector como un homenaje hacia él.
Los estudios ya disponían por entonces de un sistema de grabación multipista que posibilitara hacer las posteriores remezclas de las canciones para su edición estereofónica. Sin embargo, Wilson decidió mezclar siempre las versiones finales de sus grabaciones en sonido monoaural, igual que hacía Phil Spector. Esto lo hizo por varias razones, una de las cuales era su creencia en que el dominio del sonido monoaural posibilitaba proporcionar un mayor control sónico sobre el resultado final que el oyente podía escuchar, sin que tuviera importancia el lugar donde pudieran estar colocados los altavoces y la calidad que pudiera ofrecer el sistema de sonido. También estuvo motivado por el conocimiento de que, en aquel entonces, en la radio y la televisión se retransmitía en mono, y que la mayoría de las radios domésticas y del automóvil y los tocadiscos eran monofónicos. Otra de las razones —esta vez más personal— de la preferencia de Wilson por la grabación en mono se debía a la sordera que ya por entonces estaba padeciendo el músico, y que era supuestamente a causa de una lesión infantil en su tímpano derecho que un golpe de su violento padre Murry Wilson le había provocado. En mayo de 2011, Brian Wilson afirmó al periódico británico The Sun que Pet Sounds no le parecía tan bueno como el Rubber Soul de The Beatles, sobre el cual pensaba que aun era el mejor álbum de todos los tiempos.

### La repercusión del nuevo álbum
El álbum vendió relativamente poco en Estados Unidos, en donde no llegó a superar el puesto número 10 en la lista de Billboard. En el Reino Unido alcanzaría el puesto número 2 de sus listas, solo frenado ante el número 1 conseguido por Revolver de The Beatles. Pet Sounds marcó el inicio de la etapa experimental del grupo. Los sencillos extraídos del álbum, al contrario que este, sí que llegaron a ser muy comerciales: «Sloop John B» alcanzó en subir al puesto número 3 en Estados Unidos y al puesto número 2 en el Reino Unido; «Wouldn't It Be Nice» logró subir al puesto número 8 en los Estados Unidos, mientras que «God Only Knows», que había sido publicado en el Reino Unido como lado A, alcanzó en llegar al puesto número 2 de las listas británicas. Las canciones «Here Today» y «Let's Go Away for Awhile», provenientes igualmente de Pet Sounds, aparecieron como lados B de sus respectivos sencillos. En el Reino Unido, The Beach Boys fueron proclamados en 1966 por el New Musical Express como el mejor grupo del mundo, y la revista Mojo publicó en 1995 que Pet Sounds era «el mejor trabajo musical de todos los tiempos». En la encuesta realizada a finales de 1966 por el New Musical Express, la banda venció a The Beatles en la categoría de mejor grupo vocal del mundo, con 5373 votos contra 5272.

### «Good Vibrations»

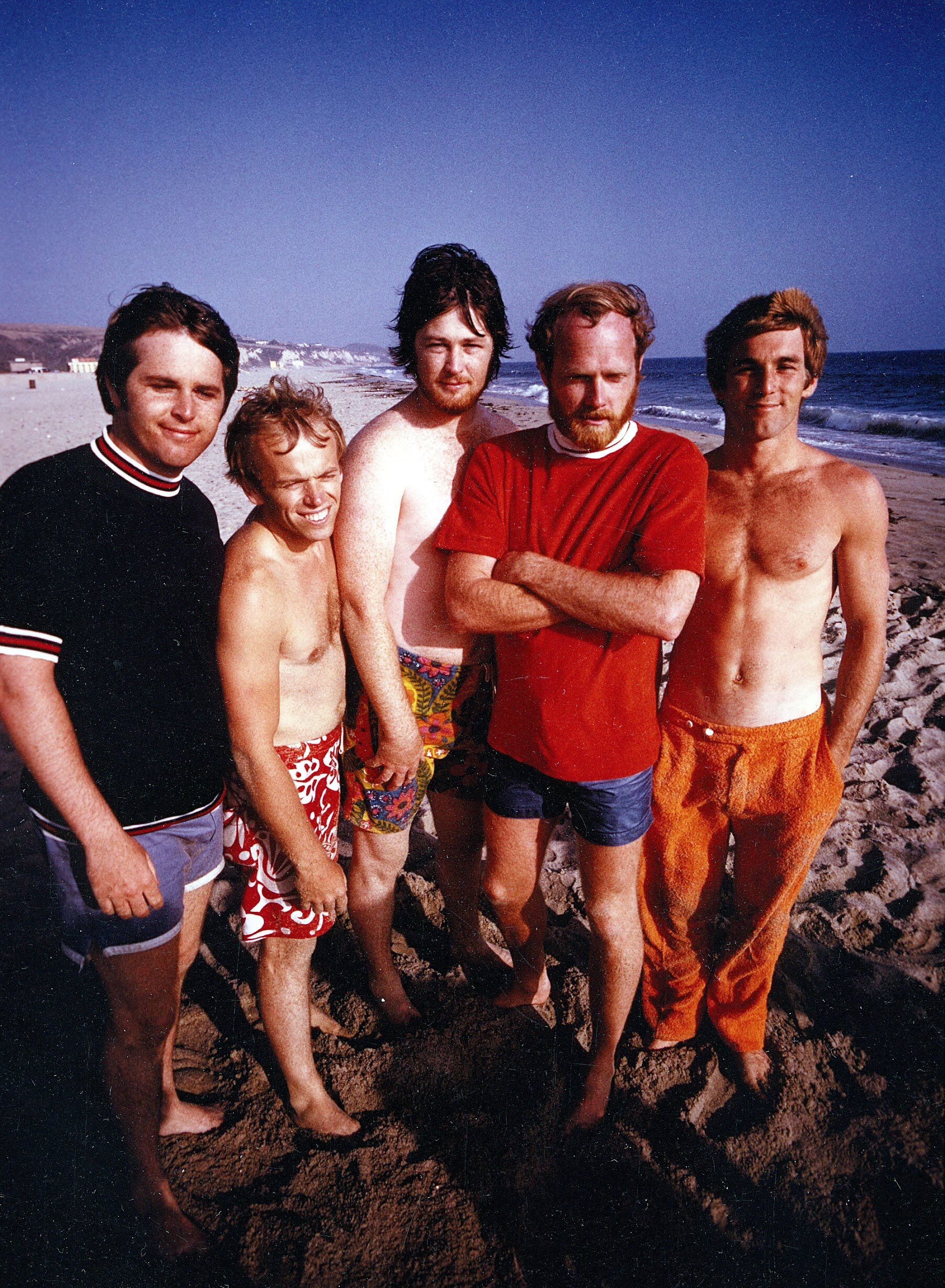
El grupo en 1970.

Brian Wilson comenzó a desarrollar «Good Vibrations» la noche del 17 de febrero de 1966 en Los Ángeles, cuando, junto a unos músicos de sesión, empezó a grabar este tema para así finalizar las primeras sesiones de Pet Sounds y enviar una cinta preliminar a Capitol Records. En marzo se volvió a grabar «Good Vibrations» utilizando el electroteremín. Esta fue la versión definitiva, aunque para sorpresa de los demás integrantes de la banda, Brian Wilson decidió descartarla de la edición final del álbum.

Hasta ese momento todos habíamos asumido que «Good Vibrations» iba a formar parte de Pet Sounds, pero Brian decidió no incluirlo en el álbum. Nosotros nos sentimos mal y a la vez impotentes por ello, pero la decisión final dependía de él.
Al Jardine

Durante siete meses, en cuatro estudios diferentes y con un coste astronómico de cincuenta mil dólares (una de las canciones más caras de la historia por aquel entonces), Wilson había hecho varias versiones de la canción con los fragmentos que ya había grabado, una de las cuales tenía una base de R&B. Cuando decidió eliminar la canción de la lista de Pet Sounds era para así poder tener más tiempo en dedicarse a producir el álbum, aunque también adujo como motivo que la canción no iba a encajar musicalmente en el Pet Sounds; solo volvería a retomar el trabajo en el tema una vez finalizado el álbum. Brian describió en alguna ocasión a «Good Vibrations» como «una sinfonía de bolsillo». La canción fue lanzada en sencillo en octubre de 1966, y a finales de ese año se convirtió en el tercer sencillo número uno que el grupo conseguía hasta entonces en su carrera. Con el paso del tiempo, a «Good Vibrations» se le siguió considerando como uno de los mejores sencillos publicados de todos los tiempos.

### El nuevo proyecto ambicioso

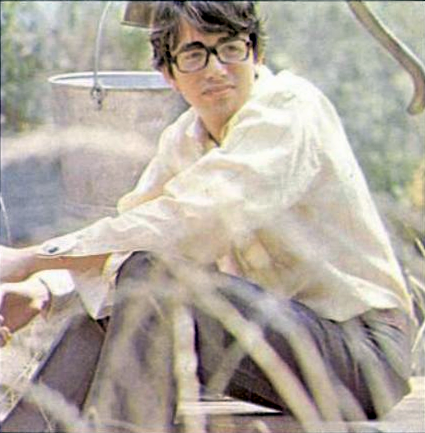
Van Dyke Parks se asoció con Brian Wilson para escribir las canciones de SMiLE.

Después de la repercusión de Pet Sounds, Brian Wilson (distanciado del grupo) decidió grabar nuevo material para un próximo álbum del grupo que intentara superar a aquel. El plan era componer un álbum que fuera exuberante y conceptual, uno que Wilson describiría como «una sinfonía adolescente dedicada a Dios», inspirado en el sencillo «Good Vibrations». Para cuando The Beach Boys se encontraban de gira por Europa, en septiembre de 1966, Wilson ya había comenzado el proyecto llamado Dumb Angel (que retitularía más tarde como SMiLE), y en el que trabajaría desde agosto de 1966 hasta principios de 1967. Este nuevo proyecto era mucho más ambicioso que el anterior. Para ello contrató al letrista Van Dyke Parks como socio en las composiciones. Se llegaron a grabar fragmentos de canciones cada vez más extensos, tanto instrumentales como vocales, que Wilson iba fusionando de varias maneras y en diferentes versiones, y que se volvían cada vez más extrañas y experimentales. En esta época fue cuando se contrató a David Anderle para que se encargase de crear para el grupo la empresa Brother Records.
Ya en este punto de su carrera empezaron a desatarse diversas manías y paranoias en Brian Wilson, tales como tocar el piano sobre un cajón de arena —con el argumento de que era la manera en que podía sentir el mar bajo sus pies para poder componer sus canciones (allí compuso «Surf's Up», «Heroes and Villains», «Wonderful», «Cabinessence» y «Wind Chimes»)—, meter la cabeza dentro de las peceras y padecer fobia al fuego, todas ellas agrandadas por el consumo de sustancias alucinógenas como el LSD. Durante la sesión de grabación del tema «Fire», Wilson obligó a los músicos de la orquesta de cámara a ponerse cascos de bomberos mientras ejecutaban la pieza, y también puso en el estudio unas brasas ardientes para que generaran humo. Wilson empezó a padecer graves trastornos mentales, creía oír voces, y pensaba que Phil Spector lo espiaba y le enviaba mensajes subliminales. Muchos años más tarde Brian Wilson declaró sobre su experiencia con el LSD:

El LSD me daba mucho miedo. Casi lo había dejado, pero nunca se vuelve a ser la misma persona después de una droga como esta.
Brian Wilson.

Para entonces, se generó una fuerte división entre Brian y la banda: el grupo sentía que el consumo de LSD y marihuana había oscurecido el juicio de Brian, pero este pensaba que le estaban impidiendo entrar en la era psicodélica. Las hostilidades entre ellos se intensificaron a la hora de poner las voces en las letras que Wilson había escrito, y que ellos consideraban absurdas e incoherentes.

### La cancelación del proyecto
En diciembre de 1966, la casa discográfica comenzó a presionar a Brian Wilson, ya que se estaba superando el tiempo estimado para la producción del álbum, pero SMiLE estaba muy lejos de completarse. La grabación de SMiLE se había prolongado hasta la primavera de 1967, cuando Capitol esperaba que estuviera terminado para el 15 de enero de ese año. Wilson comenzó a trabajar cada vez menos horas. El 28 de noviembre de 1966 grabó «Mrs. O'Leary's Cow». En este punto, Wilson ya había perdido la noción de la realidad y la cordura; además, quedó muy perturbado por una serie de incendios que asolaron Los Ángeles. Por primera vez en la carrera de The Beach Boys, apareció un Brian Wilson inseguro. Si el álbum parecía rescatable, esas esperanzas para el grupo desaparecieron en mayo de 1967, cuando Brian canceló oficialmente el proyecto. Las razones fueron heterogéneas: el poco apoyo familiar y del grupo por el abuso de drogas, el rechazo por parte de Capitol (argumentaban que el álbum era «demasiado experimental»), su inestabilidad mental, además del escaso apoyo en general. Se rumoreó que Wilson había quemado la gran mayoría de las cintas mientras sufría un ataque de paranoia, aunque finalmente no fue ese el caso. Estos hechos marcaron el final de la época de Brian Wilson al frente de la producción absoluta de The Beach Boys.
Se llegaron a imprimir quinientas mil portadas del álbum SMiLE con sus respectivos libretos, guardándose todo esto en un almacén de Capitol Records. Según Frank Holmes, creador de la portada del álbum, después de cancelarse el proyecto, se decidió destruir el medio millón de portadas y libretos del planeado nuevo álbum, aunque seis de ellas con sus respectivos libretos aún seguirían existiendo. Los siete dibujos que consiguió dibujar Holmes para el libreto que iba a acompañar al álbum (un dibujo por cada canción del disco), solo se pudieron reproducir posteriormente a partir de sus copias, ya que los dibujos originales habían desaparecido de las dependencias de Capitol Records.
Uno de los motivos por los que se desvaneció la producción del nuevo álbum se debió al momento en que Wilson escuchó el «Strawberry Fields Forever» de The Beatles. Michael Vosse describió la vez en que, estando él presente en un auto con Brian, sonó «Strawberry Fields Forever» por la radio: «Él solo movió la cabeza y dijo: 'Lo hicieron ya', y yo le dije: '¿Ellos hicieron qué?', y él dijo: 'Lo que yo quería hacer con SMiLE - ¿tal vez sea demasiado tarde?'». Semanas después de la cancelación de SMiLE, se publicó el Sgt. Pepper's Lonely Hearts Club Band de The Beatles.
SMiLE se había cancelado, pero en las décadas posteriores la leyenda de este álbum habría de crecer hasta trasformarlo en el álbum inédito más famoso de la historia discográfica.
Como último recurso a todo este proyecto, se publicó como sencillo «Heroes and Villains», de estructura similar a «Good Vibrations», pero solo llegó al puesto número 12; este fue el primer material publicado en el propio sello Brother Records. En 1967 se terminó de construir el estudio de grabación casero de Brian Wilson y la banda se puso a trabajar en su próximo álbum, Smiley Smile: se grabaron pistas de forma más o menos improvisada y se incluyeron sencillos recientes como «Good Vibrations» y una reelaborada «Heroes and Villains»; por primera vez un álbum tenía en los créditos de producción a The Beach Boys.
Mientras The Beatles habían entrado de lleno en la época de la psicodelia, The Beach Boys se mantuvieron con las multitudes de adolescentes, que muy pronto comenzaron a ver al grupo como conservador y recatado. En el verano de 1967 se les presentó en el Monterey Pop Festival la oportunidad de poder salir de ese estereotipo de grupo conservador, aunque, al final, no llegaron a actuar en dicho festival. Lanzaron el álbum bastante básico Wild Honey, que fue la desilusión de la crítica, el público y las radiodifusoras. Lo mismo pasaría con Friends, aunque con el transcurso de los años, estos álbumes se revalorizaron y se terminaron considerando como obras maestras. En 20/20, Dennis Wilson mostró su progresión con sus canciones «Be with Me» y «All I Want to Do».

Si tomamos una vista «general» de los Beach Boys en 1966 y 1967 vemos un grupo que pasa de los elaborados dramas de audio para adolescentes de Pet Sounds (y el trabajo que lo precede) a un conjunto que intenta reinventarse a sí mismos y a toda la idea del pop estadounidense. Los Beach Boys del año 1967 hicieron esto al mezclar el minimalismo del antes, el maximalismo de Nelson Riddle, el exotismo de Korla Pandit, el pastoralismo de Laurel Canyon y la fantasía e inventiva de John Cage.
Tim Sommer.

### Finales de la década de 1960
Durante un corto tiempo a mediados de 1968, Brian Wilson fue a un hospital en busca de tratamiento psicológico. Para completar el contrato existente con Capitol, el grupo grabó 20/20 (1969), uno de sus álbumes cuyas composiciones fueron más variadas, y en el que se incluía la canción en el género hard rock «All I Want to Do», y también el tema «Time to Get Alone» a base de vals, además de la grabación de «I Can Hear Music», una canción original de The Ronettes. El álbum también incluía la polémica canción «Never Learn Not to Love», que supuestamente había sido compuesta por Charles Manson, pero que solo se le acreditó a Dennis Wilson, lo que conllevó amenazas de muerte de Manson hacia Dennis. Después de este álbum, Carl Wilson comenzó a comprometerse más en lo que era las labores de producción. Aunque este último álbum de la década de 1960 fue recibido mucho mejor que sus predecesores (Wild Honey y Friends), y como consecuencia de fracasos comerciales anteriores, Capitol rechazó renovar el contrato con The Beach Boys. Por ello, el día 12 de abril, el conjunto decidió demandar a Capitol por dos millones de dólares ante su falta de pago de derechos de producción. De esta manera, The Beach Boys terminaron su relación de siete años con la casa discográfica. Como parte del caso, la banda se adjudicó la propiedad de todos los álbumes posteriores a Beach Boys' Party!. El contrato de Capitol con The Beach Boys expiró oficialmente el 30 de junio de 1969, y un año después, The Beach Boys firmaron con Reprise Records. Debido a los recientes fracasos comerciales y a la baja reputación que se había ganado la banda en Estados Unidos, ninguna otra compañía se mostró interesada en contratarlos. Cuando el grupo terminó con Capitol en 1969, The Beach Boys habían vendido 65 millones de álbumes en todo el mundo, con lo que cerraron la década como el conjunto musical estadounidense de mayor éxito a nivel mundial.
En junio de 1969, The Beach Boys se convirtió en la primera banda de rock estadounidense en realizar una gira por un país comunista, concretamente por Checoslovaquia, donde fueron muy bien recibidos. En este mismo mes se publicó el sencillo «Break Away»/«Celebrate the News», que solo llegó al puesto número 63 en los Estados Unidos, mientras que en el resto del mundo cosechó bastante más éxito. Mientras la banda se encontraba en el Reino Unido, Carl Wilson descubrió en un club de Londres a un grupo sudafricano llamado The Flames, donde conoció a los músicos Blondie Chaplin y Ricky Fataar.
Tras la ausencia del hermano mayor, Brian, los dos hermanos más jóvenes (Dennis y Carl) comenzaron a tomar el control tanto dentro como fuera de la sala de control del estudio. Carl produjo una versión a la manera de Phil Spector de «I Can Hear Music», y con ello dio a The Beach Boys su último top 40 estadounidense durante los siguientes siete años. También fue adoptando un papel cada vez más destacado en el grupo, cantando más canciones que antes, y adquiriendo una mayor preponderancia en la dirección del grupo. La suya era la voz principal en «Good Vibrations», «Surf's Up», «Wild Honey», «Darlin'» y «Friends». En noviembre de 1969, Murry Wilson vendió las canciones de la editorial Sea of Tunes a Irving Almo por aproximadamente 700 000 dólares, decisión que según Marilyn Wilson «terminó por devastar a Brian».
A finales de los años 60 Carl Wilson fue llamado para alistarse e ir a la guerra de Vietnam. Pero Wilson eligió ser objetor de conciencia:

Cuando la guerra de Vietnam se estaba calentando a finales de los años 60, Carl recibió un aviso de reclutamiento y se convirtió en un objetor de conciencia, lo que nos llevó a tocar en varias prisiones y hospitales, como parte de su servicio a la comunidad.
Mike Love.

### Los años 1970
El primer álbum publicado por The Beach Boys bajo el sello Brother/Reprise fue Sunflower, en 1970, que sería bien recibido por la crítica musical. Contaba con canciones escritas por diferentes miembros del grupo, pues en este álbum cada miembro reveló su propio talento para la composición, que durante los años 60 había estado a la sombra de Brian. Fue en esta década cuando Carl Wilson se convertiría en el sólido y distintivo productor de la banda, mientras que Mike Love tomaba el lugar de Brian Wilson como líder de la misma al mantenerse en el foco visual como representante en las actuaciones en vivo del grupo. Por su parte, Dennis desarrolló su propio talento como escritor musical con canciones como «Slip On Through», «Forever» y «Got to Know the Woman», y en los espectáculos seguía siendo el más carismático del conjunto. También Bruce Johnston aportó importantes contribuciones como compositor, con canciones como «Deirdre» y «Tears in the Morning». A principios de 1970, Brian Wilson volvió a aparecer en una actuación en vivo, concretamente en la sala Whisky a Go Go.
El siguiente álbum de la banda fue Surf's Up, que sería recibido un poco mejor que sus antecesores al lograr llegar al puesto número 29 en la lista musical de Estados Unidos. El álbum tuvo notables composiciones, como «A Day in the Life of a Tree», cuya lírica hablaba de un árbol y su larga vida en un contaminado y sucio parque de una ciudad mientras el sonido de un órgano creaba una sombría atmósfera alrededor de la canción. «Til I Die», escrita por Brian Wilson, era una meditación sobre la mortalidad, la oscuridad y el miedo. El tema final de este álbum fue «Surf's Up», que ya se había grabado originalmente para SMiLE, y cuya parte vocal fue regrabada para esta ocasión por Carl Wilson. Pero, con el paso del tiempo, sería «Feel Flows» la que llegaría a ser considerada también como una de las mejores canciones de Surf's Up. Escrita por Carl Wilson y Jack Rieley, la canción era una meditación sobre la conciencia humana, el proceso del pensamiento y la exaltación emocional. Fue una especie de actualización de «Good Vibrations». La canción hacía uso de flautas, sintetizador y guitarra eléctrica distorsionada; todos estos instrumentos se fundían para crear un peculiar arreglo de Carl Wilson, quien cantaba la canción.

### Carl and the Passions - "So Tough",Hollandy el cambio de sonido

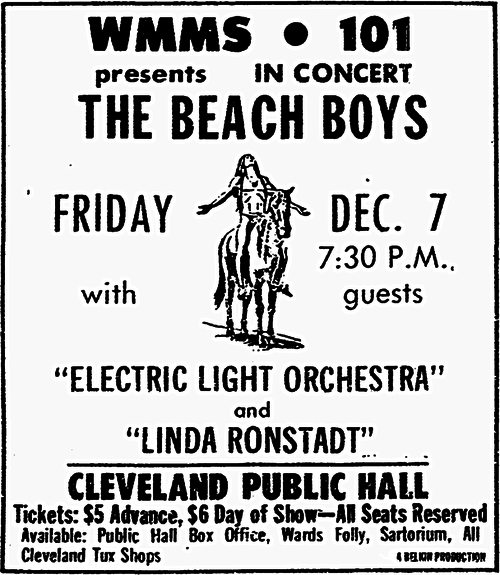
Cartel publicitario sobre una actuación de The Beach Boys como banda cabecera junto a Electric Light Orchestra y Linda Ronstadt, 1973.

En junio, durante las sesiones del álbum Surf's Up, Dennis Wilson sufrió un accidente al golpear con su mano el vidrio de una puerta y provocarse en ella el corte de tendones, lo que le forzó a abandonar la interpretación en la batería durante un tiempo de cinco años. A inicios de 1972 contrataron al guitarrista afroamericano Blondie Chaplin y al baterista Ricky Fataar, quien sustituyó al herido Dennis. Así, The Beach Boys mostraron de esta manera que no eran un grupo conservador republicano de solo chicos surfistas blancos, ya que los nuevos integrantes contratados eran miembros de un grupo de rock sudafricano llamado The Flames (rebautizados The Flame al llegar a Estados Unidos) al que Carl había producido su LP de debut para Brother Records durante el año anterior. Carl and the Passions - "So Tough" fue el primer álbum que salió con Fataar y Chaplin como miembros del grupo y con un sonido totalmente diferente al clásico de la banda.
Mientras tanto, la estabilidad emocional de Brian se fue declinando cada vez más de forma acusada. Tomó la decisión de encerrarse en su mansión de Bel Air y no querer tener más relación con el mundo que había en su exterior. Aún contribuía esporádicamente con la composición de sus canciones, pero ya no era miembro activo del grupo ni aparecía en las portadas de los discos. En abril de ese año, Nick Grillo fue despedido como mánager y Jack Rieley tomó el puesto en su lugar; Steve Love (un pariente de Mike Love), por su parte, fue contratado como el nuevo mánager comercial del grupo. Durante las sesiones del siguiente álbum, Bruce Johnston se fue del grupo por diferencias con la gestión de Rieley.
El nuevo sello del grupo, Reprise Records, autorizó un presupuesto de grabación muy elevado para el siguiente álbum de la banda; nunca se supo por qué Reprise decidió tomar semejante riesgo. Todo el grupo, excepto Brian Wilson, viajó a Ámsterdam (Países Bajos) para grabar el nuevo disco. Sin embargo, una vez que llegaron la mayor parte de los miembros del grupo y sus familias, la banda se dio cuenta de que no disponían de ningún estudio adecuado para grabar, por lo que decidieron traer desmontado desde Estados Unidos todo el material necesario y construir su propio estudio de grabación en un granero, donde permanecieron por seis meses registrando el nuevo álbum. Una vez finalizado, Reprise rechazó inicialmente el álbum, pues consideraba que carecía de un sencillo con posibilidades de éxito. Para satisfacer a la discográfica, el grupo grabó «Sail On, Sailor», una canción escrita por Brian Wilson y Van Dyke Parks (entre otros), y que tuvo en la voz principal a Blondie Chaplin. Así, en 1973 apareció el álbum Holland, que incluía un EP titulado Mt. Vernon & Fairway: A Fairytale, y en el cual había importantes contribuciones de Brian. El álbum tuvo críticas mordaces. Holland continuaba con el sonido de Carl and the Passions - "So Tough", y las canciones que más se destacaron fueron «The Trader», cantada por Carl Wilson; «Sail On, Sailor», con la característica composición de Brian Wilson; y «Funky Pretty». El álbum incluía una suite, denominada «California Saga», integrada por tres canciones escritas por Al Jardine con la ayuda de Mike Love, en las que se podía percibir su afiliación ecologista de izquierdas: la canción «California Saga: California» era un retorno a las armonías del grupo de mediados de los años 60.
A mediados de los años 70, The Beach Boys decidieron dejar de grabar y se concentraron más en sus actuaciones en vivo, pues sus conciertos eran bien recibidos y atraían mucho público; sus famosos conciertos del 4 de julio (día de la independencia de los Estados Unidos) fueron muy populares. Sacaron su tercer álbum en vivo, The Beach Boys in Concert, en 1973, con bastante éxito. En este período Brian no estuvo muy involucrado, lo que dejaba al grupo bajo una gran presión.

### Endless Summer

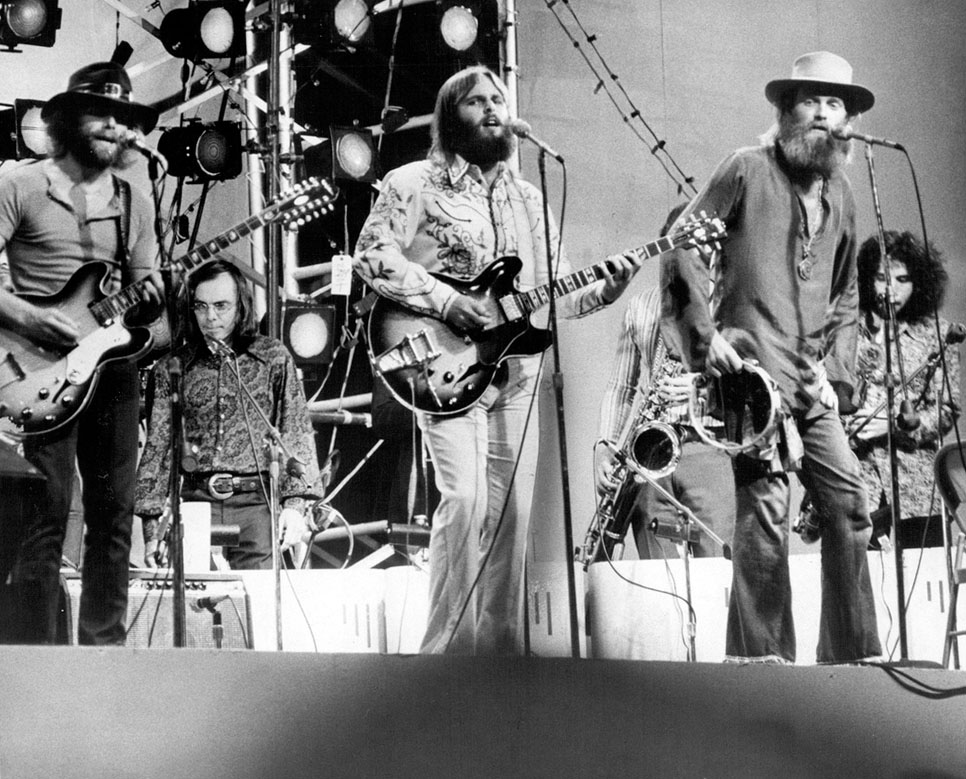
The Beach Boys en un concierto en el Central Park, en agosto de 1971. El éxito de sus actuaciones en vivo fue determinante en la continuidad del grupo durante su etapa menos comercial.

A mediados de 1974, Capitol Records sacó de su archivo varias canciones de la banda para editarlas en un álbum doble de éxitos titulado Endless Summer. Tanto el grupo como Capitol se asombrarían del éxito que iba a conseguir el álbum, pues la publicación logró mantenerse tres años en las listas musicales y obtener un disco de oro en las certificaciones. Con Endless Summer se aprovechó la creciente fascinación que el público tenía en ese momento con la música retro, al estar esta popularizada por la banda de rock and roll Sha Na Na y la banda sonora de la película American Graffiti que potenciaron la rememorización que se hacía por entonces de los grandes éxitos de antaño. Incluso la revista Rolling Stone, que nunca se había mostrado muy simpatizante con The Beach Boys, los nombró a finales de temporada como la «banda del año» por las potentes actuaciones que el grupo hacía en vivo.
En diciembre se publicó material nuevo del grupo, después de dos años de ausencia; fue el sencillo «Child of Winter»/«Susie Cincinnati», aunque no se esperó que entrara en las listas, como finalmente sucedió, ya que su tirada fue solo de cinco mil unidades. La canción «Child of Winter» tuvo el primer crédito de producción de Brian Wilson después de siete años. En abril de 1975, Capitol lanzó otra colección, Spirit of America, que llegó al top 10. Este éxito comercial hizo que el grupo se motivara para empezar a grabar cosas nuevas.

### Mediados de los años 1970
En septiembre de 1974, The Beach Boys (con Brian Wilson entre ellos) intentaron grabar inicialmente un nuevo álbum de estudio en el Rancho Caribou del productor James William Guercio, en Nederland (Colorado), antes de trasladarse al estudio de Brother Records. Pero ni el grupo ni Warner se encontraron satisfechos con el nuevo material grabado, por lo que finalmente se abandonó el proyecto. Más tarde, un incendio destruyó el estudio de Colorado, en el que se quemaron las cintas de esas sesiones (excepto aquellas que se llevaron a Los Ángeles para los retoques posteriores). En ese mismo año, Al Jardine, Carl Wilson y Dennis Wilson contribuyeron con el grupo Chicago en la grabación del tema «Wishin' You Were Here», que alcanzó el top 20 en las listas. En octubre de 1975, Marilyn Wilson decidió contratar al doctor Eugene E. Landy para que tratara las adicciones y problemas psicológicos de su marido Brian. Anteriormente, sus clientes habían sido los actores Rod Steiger y Gig Young, y el cantante Alice Cooper. Landy tenía una controvertida forma de tratamiento, que se centraba en un control total de la vida de su paciente; sin embargo, los resultados iniciales con Brian fueron muy positivos.
Mientras tanto, el 10 de julio de 1976 se publicó en el Reino Unido y el resto de Europa el álbum de compilación 20 Golden Greats, que debutó en la posición número 21 de las listas, y que llegaría a alcanzar a los siete días el puesto número 3. A la siguiente semana, el álbum ya había alcanzado el número 1, en donde permaneció por un tiempo de diez semanas. Después de descender de esa posición, siguió apareciendo en las listas hasta el 7 de septiembre de 1983, por lo cual sumó un total de ochenta y cuatro semanas de permanencia. Este éxito de venta produjo que el 1 de agosto de 1976 el álbum fuese galardonado con un disco de platino en el Reino Unido. En diciembre de 1976, Steve Love despidió a Landy, después de descubrir que sus honorarios se habían ido doblando mensualmente desde los cien mil dólares iniciales. Si bien se notaron mejorías en Brian, el resto del grupo estuvo preocupado por los métodos empleados por Landy. Fue contratado otro terapeuta para Brian, Steve Schwartz, quien falleció al poco tiempo en un accidente. Entonces fue el mismo Stan Love, ayudado por Steve Korthof (un primo de Brian), quien se encargó de supervisar a Brian.
Dennis Wilson publicó en septiembre de 1977 el primer álbum de un beach boy en solitario, Pacific Ocean Blue, que obtuvo buenas críticas y ventas, y con el que llegó al puesto número 96. Wilson grabó la mayor parte del disco entre 1976 y la primavera de 1977. En abril de 1978 comenzó a trabajar en su nuevo proyecto solista, Bamboo.
Desde mediados de la década de 1970 era cada vez mayor la división entre los miembros del grupo, y sus puntos de vista musicales comenzaron a separarse: Carl y Dennis Wilson quisieron impulsar nuevas canciones a partir de SMiLE, mientras que Mike Love y Al Jardine apostaron por revivir los éxitos de los mejores álbumes de la banda.

### El retorno de Brian Wilson

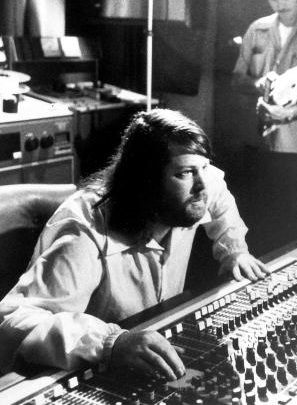
Brian Wilson en 1976.

En 1976 apareció el álbum de estudio 15 Big Ones, con el que se anunció la vuelta de Brian Wilson con la campaña de marketing «Brian's back!». El álbum contenía un par de oldies de los años 50 y algunas rarezas de Brian Wilson, como «Had to Phone Ya». Por primera vez en más de diez años, un álbum de estudio de la banda volvía al top 10 y a conseguir un disco de oro, a pesar de las muchas dudas que tenía el grupo. Brian adoptó una posición mucho más comprometida en 1977 con el siguiente álbum de la banda, Love You, que inicialmente se iba a titular Brian Loves You y que se pensaba editar originalmente como un álbum en solitario. Este disco mostraba un gran contraste con el pop negativo del grupo de principios de los años 70, con canciones como «Til I Die»; ahora Brian sonaba con una voz muy áspera, pero más jubiloso, con canciones como «Let Us Go on This Way» y «Mona». Pero además, The Beach Boys volvían al top 10 (la última vez había sido con «Good Vibrations» en 1966) con el nuevo sencillo «Rock and Roll Music»/«TM Song», que alcanzó el puesto número 5 en las listas.
El contrato de Steve Love expiró oficialmente el 31 de marzo de 1977, y la banda no se lo renovó. Carl Wilson trajo a un amigo suyo, Henry Lazarus, para que fuera el nuevo mánager de The Beach Boys. Pero al poco tiempo mostró señales de no poder cumplir con su tarea, cuando en junio Lazarus no llegó a ser capaz de completar los trámites para una gira europea de la banda.

### Finales de los años 1970
Al finalizar 1977, Mike Love y Al Jardine se encontraron trabajando juntos en la grabación del siguiente álbum de estudio en el Instituto Maharishi University en Fairfield (Iowa). Sin embargo, al comenzar 1978, los tres hermanos Wilson se vieron inmersos en una crisis: Brian volvió a sentirse depresivo por la ausencia de su terapeuta; Dennis cada vez se sumergía más en las drogas y en el alcoholismo; y Carl siguió los pasos de sus hermanos. Steve Love fue a prisión acusado de malversación de fondos por un millón de dólares, por lo que el puesto de mánager se quedó vacante, el cual sería asumido posteriormente por Tom Hullett. Con las grabaciones de Iowa y algunas canciones nuevas, se publicó en octubre de 1978 el álbum M.I.U. Album, para así poder poner fin al contrato del grupo con Warner. El disco fue un fracaso al no superar el puesto número 151 de las listas, lo que conllevó a que estuviera retirado a las pocas semanas del mercado. Originalmente estaba planeado a que el álbum estuviese producido por Brian; sin embargo, y debido a la inestabilidad emocional de este, Al Jardine tomó el lugar de productor, y Wilson el de productor ejecutivo. Brian Wilson ya había trabajado previamente en un nuevo álbum a base de sintetizadores llamado Adult Child, pero este nunca llegó a ver la luz. En junio de ese año la banda decidió llamar a Bruce Johnston para que volviese al grupo y produjera un nuevo álbum.
Dennis Wilson cedió dos de sus canciones para el siguiente álbum de la banda. Esas canciones estuvieron inicialmente destinadas para su álbum Bamboo, pero había cancelado su proyecto. Los motivos fueron variados: Dennis estaba atravesando graves crisis emocionales y tenía problemas con su exesposa, Karen Lamm. A su vez, el dueño de Caribou Records, Jim Guercio, le exigía a Wilson trabajar con un productor. Su relación con The Beach Boys era discontinua, pero el golpe de gracia fue que su mejor colaborador, Carli Muñoz, se retiró de la vida artística para dedicarle más tiempo a su familia.
Después de la publicación de M.I.U. Album y ya fuera de Warner Records, en 1979 el grupo firmó un importante contrato con la CBS, en el cual se estipuló la participación de Brian en cada álbum. Sin embargo, sus contribuciones en los siguientes álbumes, L.A. (Light Album) y Keepin' the Summer Alive, fueron mínimas. L.A. (Light Album) se destacó por contener algunos clásicos del grupo como «Good Timin'», con el sello de las armonías del grupo; «Lady Lynda», una composición de Al Jardine que fue bastante exitosa en el Reino Unido; y «Sumahama», una fantasía japonesa de Mike Love. En el álbum se incluyó también la canción «Here Comes the Night», de Bruce Johnston, la cual ya había aparecido previamente en el disco Wild Honey, y que aquí se adaptó a una versión disco que duraba casi once minutos. The Beach Boys ya empezaron a fragmentarse a finales de la década de 1970, a causa de la mala gestión financiera que estaban realizando los parientes de Mike Love, Stan y Steve.
Durante su alejamiento de The Beach Boys, Bruce Johnston había compuesto su éxito «I Write the Songs», con el cual ganó el Grammy como canción del año, y grabó su álbum Going Public, en 1977. Ese era el único Grammy que habría de ganar un beach boy hasta el trabajo de Brian Wilson Mrs. O'Leary's Cow, en 2005.

### Los años 1980

The Beach Boys el 12 de junio de 1983 con el presidente Ronald Reagan y la primera dama Nancy Reagan.

Para 1981, Carl Wilson se había ido de The Beach Boys para seguir su propia carrera solista con su álbum debut Carl Wilson. En 1982, Brian Wilson se retiraría por problemas físicos y psíquicos, después de que su peso se disparase a más de 136 kilogramos.
Desde 1980 hasta 1982, The Beach Boys y la banda de rock estadounidense The Grass Roots realizaron conciertos por el Día de la Independencia en el National Mall, en Washington D. C., cuyos recitales atrajeron a grandes multitudes de personas. Sin pretenderlo, el grupo se convirtió en el centro de la atención pública en abril de 1983, cuando James G. Watt, Secretario del Interior del presidente Ronald Reagan, les prohibió realizar un cuarto concierto ante el Monumento a Washington. Watt argumentó que las bandas de rock habían alentado el consumo de drogas y el alcoholismo en esos conciertos. La opinión pública estaba firmemente en contra de Watt, quien luego renunció. El vicepresidente George H. W. Bush dijo de The Beach Boys (para calmar el asunto): «Son mis amigos y me gusta su música». Watt se disculpó con la banda después de enterarse de que el propio presidente y la primera dama, Nancy Reagan, fueran fanáticos de The Beach Boys desde su juventud. Esta última invitó personalmente al grupo a tocar en el verano siguiente en el mismo lugar ante el Monumento a Washington.
El 30 de julio de 1983 se publicó, únicamente para el mercado inglés, un nuevo compilatorio titulado The Very Best of The Beach Boys, que sustituyó al 20 Golden Greats, y que alcanzaría el número 1 y otro disco de platino en el Reino Unido. Ese año, 1983, tuvo lugar el tan esperado regreso —ya definitivo— de Brian Wilson a los escenarios, pero también fue el año en que se produjo la muerte de Dennis Wilson. Este falleció ahogado durante la tarde del 28 de diciembre frente a Marina del Rey en el estado de California, al tratar de recuperar sus pertenencias que previamente había arrojado desde su barco al mar en un ataque de rabia. Su muerte sirvió para que The Beach Boys volvieran a reunirse y realizaran una gira exitosa. Aunque está terminantemente prohibido ante la ley sepultar civiles en el mar, se concedió un permiso especial por parte del presidente Ronald Reagan para que el cuerpo de Dennis Wilson fuera enterrado en el océano Pacífico, al que el músico le había dedicado en 1977 el nombre de su álbum en solitario.
En un concierto que dieron The Beach Boys en un centro comercial en el Día de la Independencia de 1984, la banda llegó a reunir una audiencia de setecientos cincuenta mil personas. En el recital del 4 de julio de 1985, The Beach Boys tocaron ante una multitud de un millón de personas en Filadelfia, y la misma noche se presentaron ante más de setecientos cincuenta mil personas en el Mall de Washington. Un logro histórico que se registró en el Libro Guinness de los récords. En ese mismo año la banda publicó un nuevo álbum de estudio titulado THE BEACH BOYS (el primero sin Dennis Wilson), y regresaron al top 40 con el tema «Getcha Back».
En 1987 se publicó el sencillo «Wipe Out», donde The Beach Boys cantaron junto al grupo de rap neoyorquino The Fat Boys; el sencillo llegó al puesto número 12 en los Estados Unidos, mientras que en el Reino Unido aún alcanzarían un éxito mayor, al llegar al puesto número 2 de sus listas, en donde se mantuvieron durante un tiempo total de trece semanas.

### Brian Wilson y el doctor Eugene Landy
Brian Wilson fue mejorando, tanto mental como físicamente, durante los años 80, aunque el resto del grupo comenzó a sospechar de su terapeuta, el doctor Eugene Landy. Este fue un psiquiatra poco fiable; aunque había logrado cambios radicales con la vida de Brian, también se había hecho prácticamente cargo de ella. No solo colaboró con Brian en su autobiografía Wouldn't It Be Nice, sino que también apareció como autor de la letra de varias canciones suyas, y de gran parte de su álbum en solitario Brian Wilson, de 1988. Según la autobiografía, Brian estaba de acuerdo y aprobaba los métodos de su doctor; sin embargo, declaró después que nunca había leído el borrador final del libro, y mucho menos escrito nada de lo que allí ponía. Landy había controlado todos los aspectos de la vida de Wilson, hasta su sentido musical.
Años más tarde, durante su segundo matrimonio, a Brian Wilson se le fue diagnosticado un desorden esquizoafectivo que lo inducía a creer escuchar voces dentro de su cabeza. En 1989, se corrió el rumor de que Brian había sufrido un accidente cerebrovascular. Un biógrafo reportó de que el problema era que Landy había estado recetando a Brian un fármaco neuroléptico desde 1983, lo que le causó discinesia, un trastorno neurológico caracterizado por movimientos involuntarios y repetitivos que se desarrolla en aproximadamente el 20% de los pacientes tratados con ese medicamento durante un largo periodo de tiempo.
Landy facturaba treinta y cinco mil dólares al mes como cuota básica, con miles de gastos más. Como resultado de varios juicios, se tomaron medidas en contra de la práctica profesional del doctor Landy. A finales de la década de 1980, la Junta Médica de California acusó a Landy de los cargos de violación del código ético, recetar fármacos inadecuados y de tener relaciones impropias personales y profesionales con su paciente. Landy perdió su licencia para ejercer la psicología, la cual accedió a entregar voluntariamente en California. A pesar de ello, se convirtió en socio de Brian, así como productor, socio financiero y beneficiario en todas las actividades profesionales del mayor de los Wilson.

### El nuevo éxito
Un nuevo sencillo, «Kokomo», fue publicado como parte de la banda sonora de la película Cocktail, en 1988. Fue un sorpresivo éxito, al llegar al número 1 después de que el grupo no lo consiguiera durante veintitrés años. El tema había sido escrito por Mike Love, Scott McKenzie, Terry Melcher (también productor) y el exintegrante de The Mamas & the Papas, John Phillips. Aunque Brian Wilson se encontraba activamente en la banda, no tuvo colaboración alguna en el nuevo éxito de The Beach Boys. En poco tiempo se convirtió en el sencillo más exitoso del grupo, certificado con disco de platino. Aprovechando este momento, la banda publicó un nuevo álbum de estudio titulado Still Cruisin', con algunas nuevas grabaciones y algunos clásicos del grupo que habían aparecido en recientes películas. El álbum, que también obtuvo buenas ventas, llegó al puesto número 46 y fue certificado disco de oro en Estados Unidos (en la reedición de 2003 la certificación llegó a platino).

### Los años 1990
A pesar de que se le había retirado a Landy su licencia de terapeuta, siguió gestionando la vida de Brian Wilson así como también sus composiciones. Esta situación terminó cuando se le prohibió judicialmente acercarse a Wilson en 1992. En abril de ese año, Brian Wilson recuperó los derechos de autor de las canciones que su padre había vendido en 1969, pero Mike Love presentó una demanda contra Brian, argumentando que él había ayudado a Wilson a escribir unas treinta canciones, pero que no se le había acreditado. Love ganó el juicio, pues Brian reconoció la ayuda, y a partir de esa fecha el nombre de Mike Love aparecería en todas esas canciones.
En los años 90 se publicaron varias compilaciones a partir de la inglesa Summer Dreams, de 1990, que contenía veintiocho canciones. El álbum debutó en el puesto número 2 en el Reino Unido, para mantenerse veintisiete semanas en listas y llegar, en poco tiempo, a disco de platino. Al año siguiente se publicó un álbum titulado Lost & Found (1961-1962), con grabaciones perdidas en el estudio de los Morgan. La compilación tenía, entre otras cosas, material de su primer período de sesiones de grabación, en octubre de 1961. En 1993 se publicó el box set más exitoso del grupo, Good Vibrations: Thirty Years of The Beach Boys, con cinco CD que contenían diverso material del grupo, y que incluía también treinta minutos de SMiLE. En cinco meses llegó a vender cien mil unidades, por lo que fue certificado con un disco de oro.
A pesar de los muchos problemas y juicios internos, The Beach Boys continuaron haciendo giras durante los años 90, y el grupo editó nuevo material en 1992, un álbum un poco fuera de su época, titulado Summer in Paradise. Pero el último álbum que la banda lanzaría aún unida fue Stars and Stripes Vol. 1, una colección de grandes éxitos de The Beach Boys, pero que estaba interpretada por diferentes cantantes del género country sobre las armonías de The Beach Boys como fondo. También apareció por esos tiempos un documental de Brian Wilson titulado I Just Wasn't Made for These Times, transmitido por la cadena Disney Channel, y que contenía música de fondo que incluía canciones del grupo interpretadas por el mismo Brian. Justo cuando parecía que The Beach Boys estaban listos para sacar un nuevo álbum de estudio, moría Carl Wilson a causa de un cáncer de pulmón, el 6 de febrero de 1998, después de años de fumar en exceso. Mike Love y Bruce Johnston continuaron de gira como los Beach Boys «oficiales», mientras que Al Jardine se había separado de ellos para seguir su propia carrera solista. Brian Wilson ya se había separado antes de la muerte de su hermano por el mismo motivo que Jardine. La situación se mantendría así durante largo tiempo.
En 1997 se publicó el primer álbum con material de las sesiones de Pet Sounds, un box titulado The Pet Sounds Sessions. Un concierto grabado en 1964, pero perdido por cuarenta años, se publicó en el año 1999, en el nuevo formato de DVD, bajo el título de The Lost Concert. En ese mismo año se editó el disco Endless Harmony Soundtrack, un álbum recopilatorio de todo tipo de material: versiones de canciones en vivo, a capela, demos, mezclas en estéreo, etc. Un par de años después se publicaría el DVD de mismo nombre, con entrevistas a los miembros de la banda. Previamente, en 1999 se había publicado The Greatest Hits - Volume 1: 20 Good Vibrations —una compilación que en poco tiempo llegó a vender dos millones de copias, y que fue certificada como doble platino— al mismo tiempo que fue publicado un segundo volumen, The Greatest Hits - Volume 2: 20 More Good Vibrations.

### Los años 2000

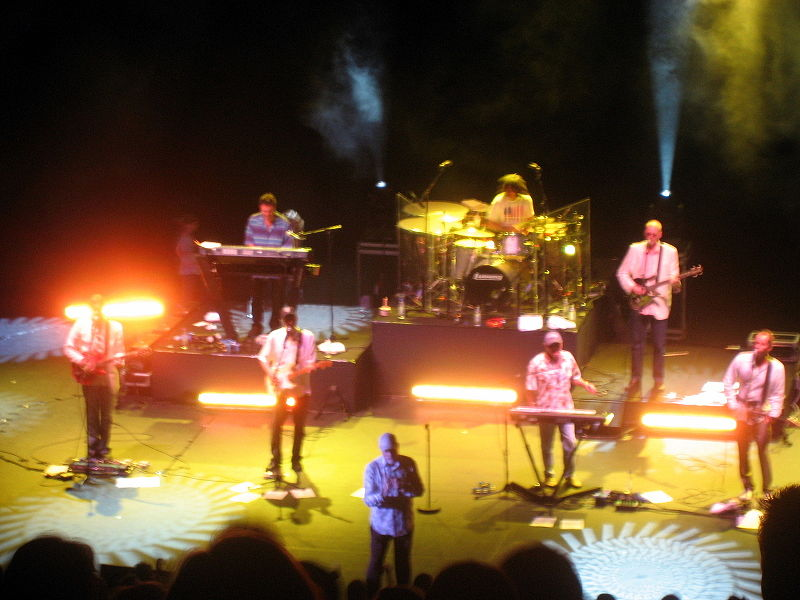
The Beach Boys el 4 de abril de 2008 (con David Marks), en Brook Green, Londres, Inglaterra (Reino Unido).

Cuando cumplieron cuarenta años, los Beach Boys fueron galardonados con el premio Grammy a la carrera artística. Brian Wilson fue incluido en el Salón de la Fama del Reino Unido en noviembre de 2006. En ese mismo año, The Beach Boys se embarcaron en una gira mundial, llamada Endless Summer 2001, realizando un total de 160 conciertos. En enero de ese año, Capitol Records había anunciado la reedición de algunos de sus álbumes, en formato de dos discos en un único CD. La gira, que incluyó pasar por España, tenía como objetivo promocionar el nuevo álbum compilatorio del grupo, The Very Best of The Beach Boys.
En 2002 se publicó el álbum Live at Knebworth England, que incluía aquel concierto inédito brindado en el Reino Unido el 21 de junio de 1980. Al año siguiente se publicó también en los Estados Unidos, aunque con el título de Good Timin': Live at Knebworth England 1980. La versión en DVD vendió cincuenta mil copias en Estados Unidos, por lo que alcanzó la certificación de disco de oro. En el 2003 se publicó el compilado Sounds of Summer: The Very Best of The Beach Boys.
En el año 2004, Brian Wilson publicó una regrabación del álbum SMiLE titulado como Brian Wilson presents SMiLE. Continuando con sus malas relaciones, Mike Love demandó en noviembre de 2005 a Brian, al que acusó de promocionar el álbum «apropiándose indebidamente, y de forma descarada, de sus canciones, la imagen y la marca comercial de The Beach Boys, así como del propio álbum SMiLE». El detalle más específico de la demanda hacía referencia a la promoción que The Mail on Sunday hizo de SMiLE, en donde dos millones seiscientos mil CD compilatorios con el nombre de The Beach Boys se dieron de forma gratuita con la publicación. La demanda presentada en una corte federal de Los Ángeles, alegaba que el CD de regalo había provocado la disminución de las ventas en el catálogo de álbumes de The Beach Boys; demandaba «millones de dólares por los beneficios ilícitos obtenidos» y pedía, por último, un millón de dólares destinado a la publicidad internacional, «para corregir los efectos de... la competencia desleal y el uso indebido» que se había hecho de las canciones en el CD. La demanda de Love fue desestimada en 2007. En una serie de resoluciones, el tribunal rechazó todas las alegaciones de Love, que incluía además una compensación económica por SMiLE. El tribunal dictaminó que Love tenía que pagar todos los honorarios legales.
Los Beach Boys sobrevivientes (Brian Wilson, Mike Love, Al Jardine, Bruce Johnston y David Marks) se reunieron el 13 de junio de 2006 para la celebración simultánea del cuadragésimo aniversario del álbum Pet Sounds y de la última certificación de doble platino para Sounds of Summer: The Very Best of The Beach Boys, que se había disparado hasta el puesto número 16 en el Billboard, en donde permaneció durante ciento cuatro semanas en sus listas. La ceremonia se realizó en el Capitol Records Building, en Hollywood, con entrega de placas a todos los miembros de la banda.

### Situación hasta el año 2012
Al Jardine se había separado del grupo en 1998 para emprender su propia carrera como solista, al igual que hiciera Brian Wilson; sin embargo, ambos saldrían actuando a veces conjuntamente. Mientras, Mike Love continuó dando sus conciertos junto a Bruce Johnston. Por otro lado, Jardine formó un nuevo grupo llamado The Beach Boys Family and Friends, en el cual se incluía a veces la presencia de las hijas de Brian Wilson, Carnie y Wendy, las cuales también formaban parte del grupo Wilson Phillips al lado de Chynna Phillips, hija de John y Michelle, integrantes de The Mamas & the Papas en los años 60.
A finales de junio del año 2010 se propagaron rumores por Internet de que Brian Wilson se iba a reunir con Mike Love para festejar el cincuentenario del nacimiento de la banda, el 8 de diciembre de 2011 (fecha de emisión de su primer sencillo, «Surfin'»). En una entrevista que le hizo la revista Rolling Stone a Al Jardine, este comentó que los restantes miembros del grupo que aún quedaban —él, Love, Brian Wilson y Bruce Johnston, y posiblemente el guitarrista David Marks— tenían previsto reunirse para un único concierto de la banda.

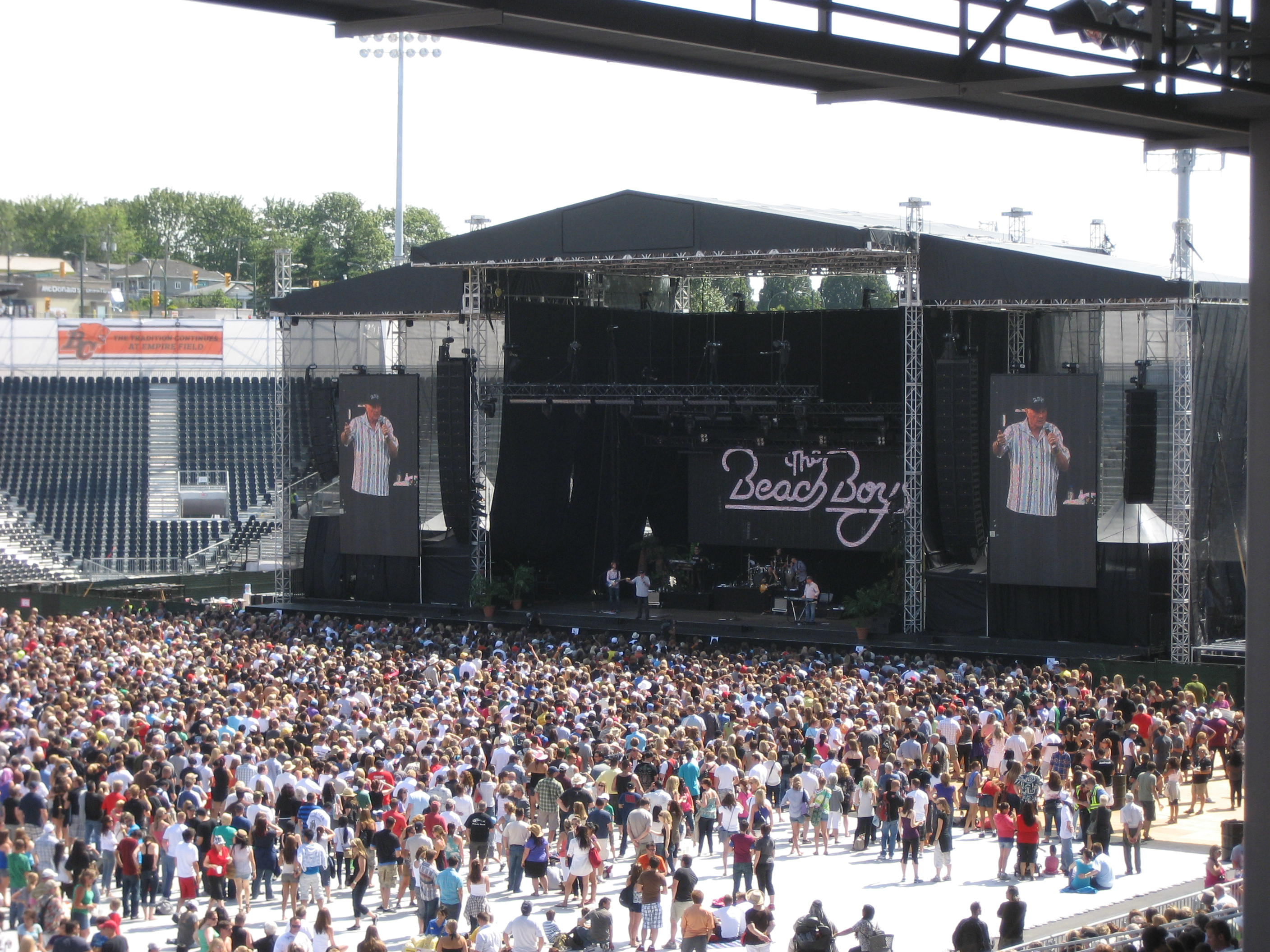
The Beach Boys en un concierto en Vancouver, Columbia Británica (Canadá) el 21 de agosto de 2010.

En septiembre de 2010, John Stamos afirmó que produciría —junto a Neil Meron y Craig Zadan— una película musical centrada en la trayectoria musical de The Beach Boys. Stamos le dijo a la publicación Rolling Stone que la película se ambientaría en el sur de California, en los años 60, y que su estreno estaba planeado para que coincidiera con la celebración del quincuagésimo aniversario del grupo.
The Beach Boys tocaron en vivo el 5 de febrero de 2011 con motivo del centésimo aniversario del nacimiento del expresidente Ronald Reagan. Al Jardine se reunió otra vez con la banda para esta ocasión, con la que no estaba desde mediados de los años 90. Brian Wilson fue invitado a unirse, pero no pudo asistir, ya que estaba grabando su álbum para Disney.
A principios de febrero de 2011, Al Jardine fue el primero en hablar de la histórica reedición del álbum SMiLE. En marzo se comunicó que ese lanzamiento sería producido en parte por el ingeniero de sonido Mark Linett y por Alan Boyd, y se titularía The SMiLE Sessions (para marcarle una diferencia al SMiLE de Brian Wilson). La publicación se encontró constituida por tres ediciones diferentes: un álbum doble (en CD); un álbum digital a través de iTunes; y un box set de cuatro CD, dos LP de vinilo y dos sencillos (de vinilo también), con un libro de sesenta páginas, escrito por Domenic Priore, el biógrafo de The Beach Boys.
Se lanzó el 16 de abril de 2011 una edición especial de «Good Vibrations», con «Heroes and Villains» en su lado B. El lanzamiento de solo cinco mil ejemplares estaba compuesto por dos discos de vinilo de 10" a 78 RPM. El primer disco tenía ambas pistas con las versiones más difundidas y conocidas. Mientras que el segundo disco poseía versiones inéditas de las composiciones ya citadas. Ambos discos eran monoaurales, al igual que todas las grabaciones del grupo del periodo 1961 a 1967.
El 19 de abril de 2011 The Beach Boys publicaron un sencillo con la canción regrabada de «Don't Fight the Sea», del álbum de Al Jardine A Postcard from California, y que estuvo completado en su lado B con una versión a capela de «Friends». El primero de los temas se había regrabado con la participación de todos los miembros de la banda, incluido Brian Wilson e incluso el difunto Carl Wilson, cuya voz fue rescatada y añadida digitalmente en la canción procedente de viejos archivos. La primera tanda de mil copias fue publicada en disco de vinilo blanco en cuyo centro se mostró la etiqueta en color rojo a semejanza de la bandera de Japón, debido al proyecto de destinar el cien por ciento de las ganancias del disco a la Cruz Roja para ayudar a las víctimas del terremoto que se había producido en marzo en Japón. Unos noventa discos fueron autografiados por los miembros del grupo para ser subastados.

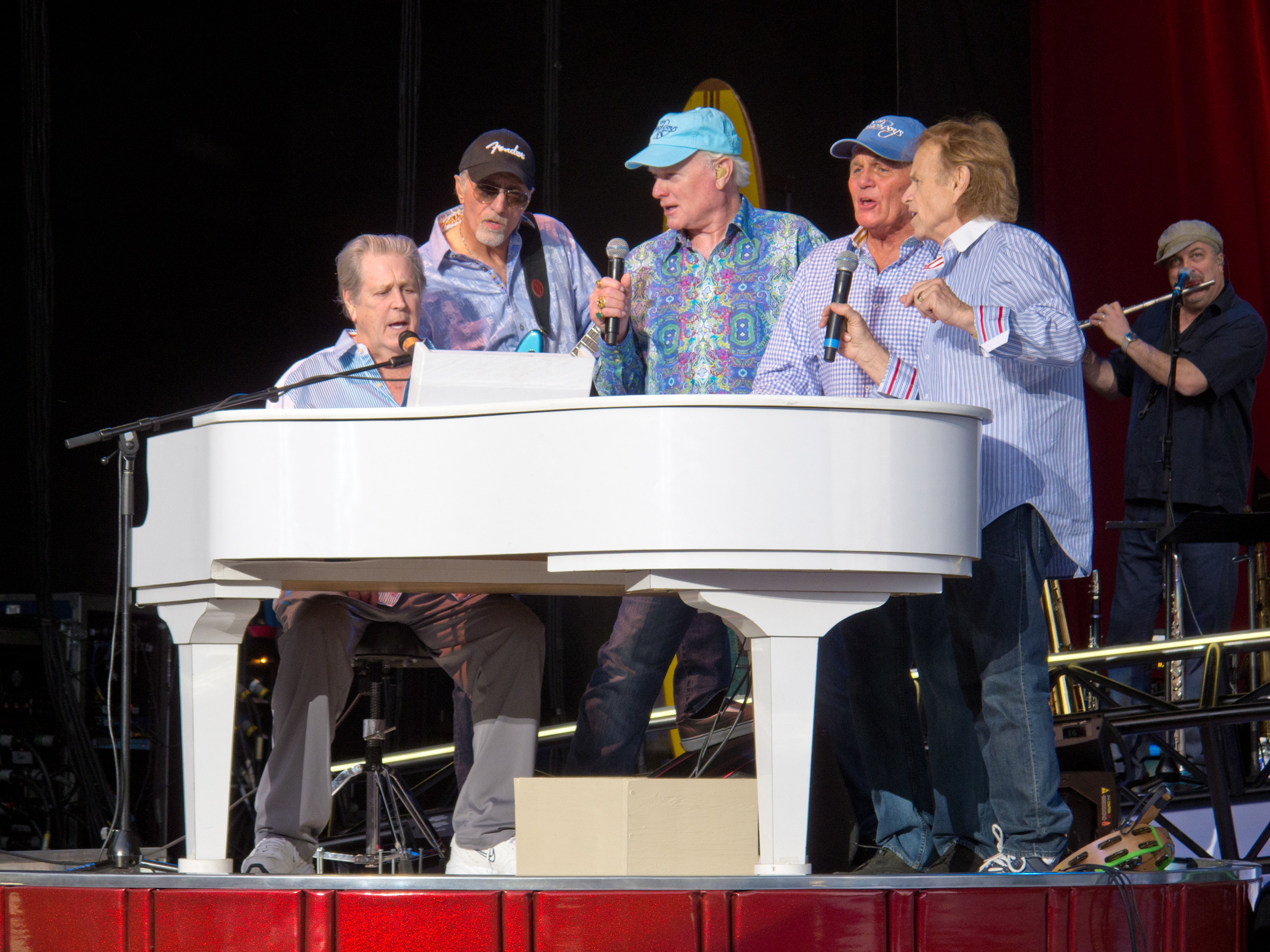
The Beach Boys en el Reunion Tour de 2012 por su quincuagésimo aniversario. Actuación del 28 de mayo de 2012 en el Santa Barbara Bowl de la ciudad de Santa Bárbara (California). De izq. a der.: Brian Wilson, David Marks, Mike Love, Bruce Johnston y Al Jardine.

Finalmente, el lanzamiento de The SMiLE Sessions se concretó el 1 de noviembre para los Estados Unidos, mientras que en el Reino Unido se lanzó un día antes. El múltiple box set tuvo una buena recepción en su primera semana de ventas. En el Billboard 200 logró subir hasta el puesto número 27, pero en el Reino Unido aún le fue mejor, donde alcanzó el puesto número 25 en el UK Artist Albums.
Después de varias indecisiones y rumores sin confirmar, se consolidó finalmente la reunión de The Beach Boys en diciembre de 2011, y se anunció el lanzamiento de un disco bajo la producción de Brian Wilson con material completamente nuevo, hecho que no acontecía desde Still Cruisin' de 1989. El disco incluiría una grabación de «Do It Again». De esta manera, aquellas declaraciones en donde Mike Love afirmaba que mantenía una buena relación con su primo y que ambos se encontraban componiendo para un nuevo álbum —declaraciones que despertaron dudas en algunos medios— quedaron confirmadas. Además, apareció un vídeo de las sesiones de grabación donde estaban reunidos Brian Wilson, Mike Love, Bruce Johnston y Al Jardine. Se habló también que The Beach Boys realizarían una gira mundial con cincuenta fechas alrededor del mundo. David Marks también estaría presente en dicha gira mundial. En declaraciones, Love dijo que estaban utilizando gran parte de la banda solista de Wilson tanto para la grabación del álbum como para los ensayos de los futuros conciertos a realizar, sin dejar de lado al baterista John Cowsill y el guitarrista Scott Totten, quienes ya acompañaran a Love y Johnston anteriormente, y quienes también iban a estar dentro del conjunto de la banda.
Fue uno de los principales grupos que captaron la atención del público en la 54.ª edición de los premios Grammy, donde interpretaron su éxito «Good Vibrations» de 1966. Además, antes de la entrada del conjunto, hubo un homenaje a ellos por parte de Maroon 5 y Foster the People, cuando tocaron las canciones «Surfer Girl» y «Wouldn't It Be Nice», respectivamente.
El 25 de abril publicaron el primer sencillo extraído de su nuevo álbum, «That's Why God Made the Radio». Según Brian Wilson, era un homenaje a las emisoras que radiaban las canciones de artistas tales como Chuck Berry, Rosemary Clooney, Phil Spector y Little Richard. Si bien en un principio se descartó que el nombre del nuevo álbum fuera a ser el mismo que el del sencillo, pocos días después se confirmó que iba a llevar el mismo título, That's Why God Made the Radio. En su primera semana, el nuevo álbum de estudio obtuvo una excelente recepción en Estados Unidos, donde alcanzó el puesto número 3 en el Billboard 200, su mejor puesto en esa lista desde 1965. Mientras, en el Reino Unido logró trepar hasta el puesto número 15.
La banda apareció en la portada de junio de la revista mensual británica Mojo, la cual incluía un CD titulado Pet Sounds Revisited con versiones de todas las canciones del mítico álbum de 1966, interpretadas por diversos artistas y que era un disco tributo que se sumaba a la celebración del cincuentenario del conjunto estadounidense. Además, en la revista había una nueva entrevista exclusiva con The Beach Boys.

## Reconocimientos, honores y premios

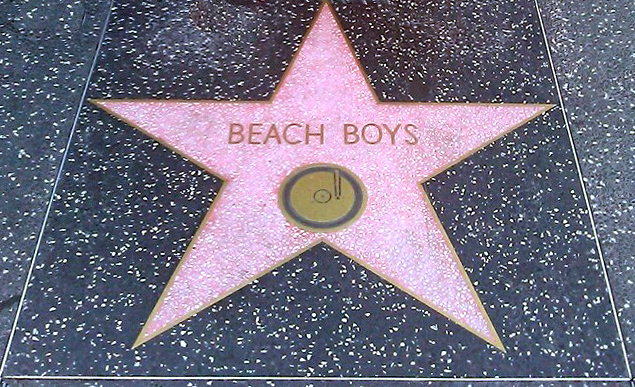
The Beach Boys en el paseo de la fama de Hollywood.

Según los críticos, The Beach Boys fue uno de los grupos mejor producidos durante los años de 1960. Llegaron a su mejor momento con los lanzamientos del álbum Pet Sounds y el sencillo número uno «Good Vibrations» en 1966, por los que serían aclamados por la crítica musical venidera. Paul McCartney dijo que Pet Sounds fue el álbum bajo cuya influencia hizo el Sgt. Pepper's Lonely Hearts Club Band, considerado en 2012 como el mejor álbum del siglo xx por la revista Rolling Stone en su lista de los «500 mejores álbumes de todos los tiempos», y en la cual le seguía el propio Pet Sounds en la segunda posición de la misma, que incluía también The Beach Boys Today! en el puesto 271, y SMiLE (versión de 2011) en el puesto 381. En la lista de las «500 mejores canciones de todos los tiempos», elaborada por la misma revista en 2004 y actualizada al 2011, The Beach Boys figuraron con «Good Vibrations» en el puesto número 6; «God Only Knows» en el puesto número 25; «California Girls» en el puesto número 72; «Don't Worry Baby» en el número 178; «In My Room» en el número 212; «Caroline, No» en el número 214; y «Sloop John B», en el número 276.

Creo que la gran influencia sobre el Sgt. Pepper fue el Pet Sounds de The Beach Boys. Aquel álbum me alucina. Sigue siendo uno de mis álbumes favoritos: su inventiva musical es increíble. Ahora se lo pongo a mis hijos y les encanta. Cuando lo oí, pensé: 'Madre mía, este es el mejor álbum de todos los tiempos. ¿Qué demonios vamos a hacer?' A partir de ahí comenzaron a venir las ideas.
Paul McCartney.

Pet Sounds también fue clasificado como el mejor álbum de la historia por publicaciones como el semanario musical New Musical Express (1993), el suplemento del periódico The Times (1993) o la revista de música popular Mojo (1995). Esta revista musical inglesa también puso en 1996 a Pet Sounds en la segunda posición de su lista de los cien álbumes mejor producidos, en la que también se incluyó Surf's Up en el puesto número 75.
The Beach Boys consiguieron a lo largo de su historia treinta y seis entradas en el top 40 (una cantidad mayor que cualquier conjunto de rock estadounidense) y cincuenta y seis entradas en el top 100, entre los que se encontraron cuatro sencillos número uno. La banda ha vendido más de cien millones de discos a nivel mundial, y ha obtenido treinta y dos premios (en discos de oro y platino) por parte de la RIAA por sus ventas solo en los Estados Unidos. El grupo, en cuarenta y cinco años de trayectoria, ha realizado tres mil conciertos alrededor del mundo.
Paul McCartney llegó a decir públicamente que, en su opinión, «God Only Knows» era la canción mejor escrita de todos los tiempos, y Pitchfork Media la situó en 2006 como la mejor canción de la década de 1960. Además, la revista musical inglesa Mojo puso en 2000 a «God Only Knows» en el puesto número 13 en su lista de las mejores cien canciones. También apareció en 1997 en la posición número 12 de su lista de los mejores cien sencillos, en la que también se había incluido a «Good Vibrations» en el número 3.
El álbum en vivo Beach Boys Concert, de 1964, fue el primer álbum en vivo que alcanzó el número 1 en el top 200 de Billboard. El álbum SMiLE que Brian Wison canceló en 1967, con los años se transformó en el álbum inédito más famoso de la historia.
El 30 de diciembre de 1980 se emplazó una estrella a The Beach Boys en el célebre paseo de la fama de Hollywood. Fueron incluidos en el Salón de la Fama del Rock en 1988, en donde Mike Love tuvo duras palabras para con Mick Jagger, Bruce Springsteen, Billy Joel, Diana Ross y Paul McCartney. También fueron incluidos en el Vocal Group Hall of Fame en 1998.
Basado en la puntuación combinada de los puestos alcanzados por los álbumes y los sencillos en las listas de Billboard desde 1955 hasta la década del 2000, The Beach Boys es el grupo estadounidense de mayor éxito en su propio país.

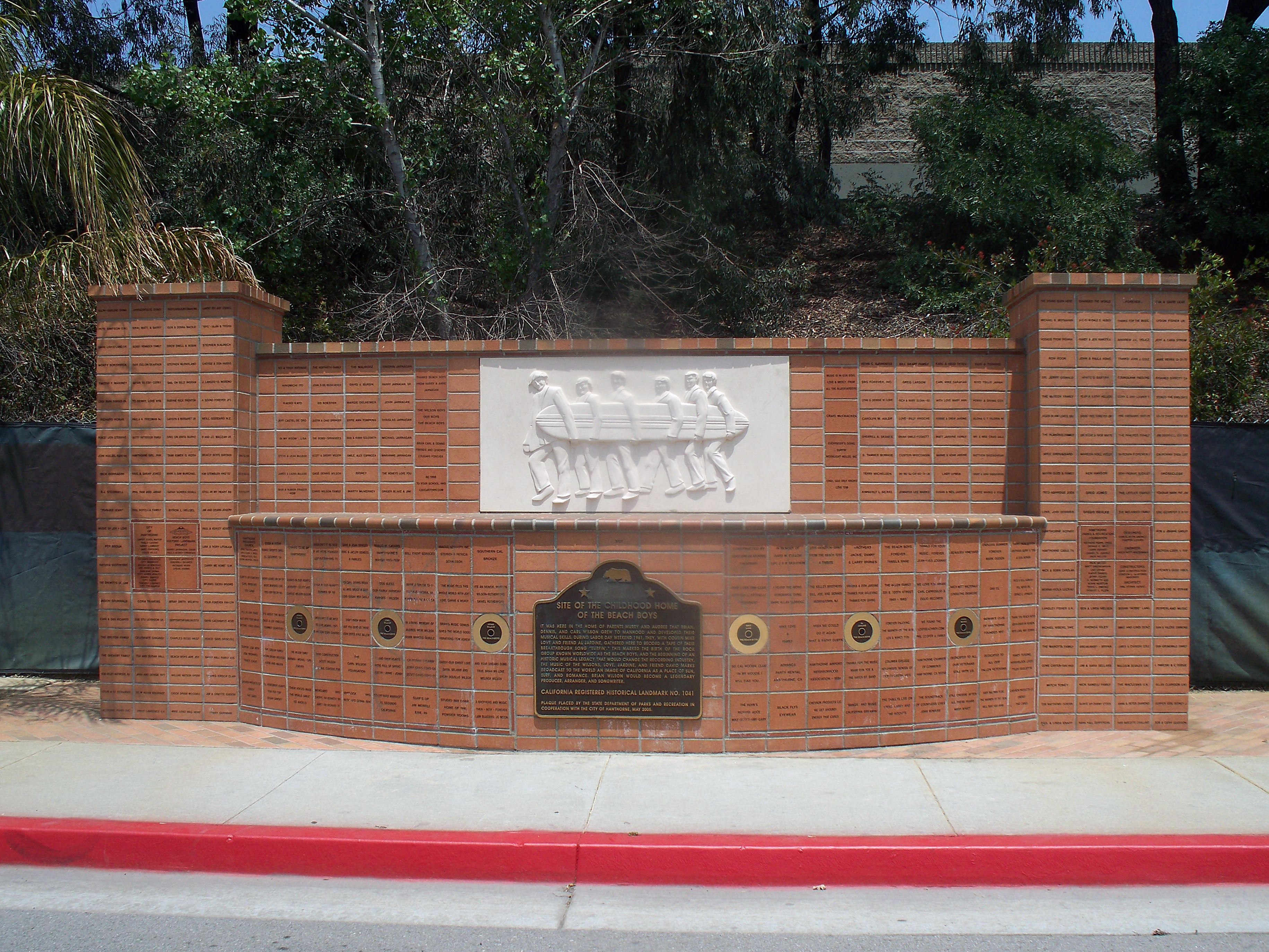
The Beach Boys Historic Landmark, en el lugar donde se encontraba la casa de los Wilson.

Personalidades notables de la industria de la música como Dick Clark y el Salón de la Fama del Rock and Roll se encontraban entre los que apoyaron el proceso de la construcción del The Beach Boys Historic Landmark. Su condición de Monumento Histórico del Estado de California (n.º 1041) fue otorgado por la Comisión de Recursos Históricos del estado de California en una votación unánime del 6 de agosto de 2004, en Ontario (California), y el monumento fue inaugurado el 20 de mayo de 2005. La imagen en el monumento está basada en la foto en que la banda sostiene una tabla de surf, proveniente del álbum Surfer Girl. La formación de The Beach Boys se componía en aquel momento de Brian, Carl y Dennis; su primo Mike Love; y David Marks (que vivió su infancia en la casa de enfrente de la de los Wilson). Al Jardine, el bajista oficial del grupo, se volvería a reunir con la banda poco antes de que la abandonase David Marks. En la base del The Beach Boys Historic Landmark se encuentran seis discos de oro de 45 RPM, cada uno con el nombre de uno de los Beach Boys: los tres hermanos Wilson a la izquierda, y Love, Marks y Jardine a la derecha.
La placa histórica dice lo siguiente:

Fue aquí, en la casa de la infancia de Brian, Dennis y Carl Wilson, donde se produjo el desarrollo de sus habilidades musicales únicas. Durante el fin de semana del día del trabajo de 1961, ellos, su primo Mike Love, y el amigo Al Jardine, se reunieron aquí para grabar una cinta de la significativa canción «Surfin'». Esto marcó el nacimiento del grupo de rock conocido mundialmente como The Beach Boys, y el comienzo de un legado musical histórico. La música de The Beach Boys difunde al mundo una imagen de California como un lugar de sol, surf, y romance.

En 2017 el grupo estadounidense Weezer editó el sencillo «Beach Boys» de su álbum Pacific Daydream, en homenaje al quinteto musical.

## Legado e influencia en otros artistas

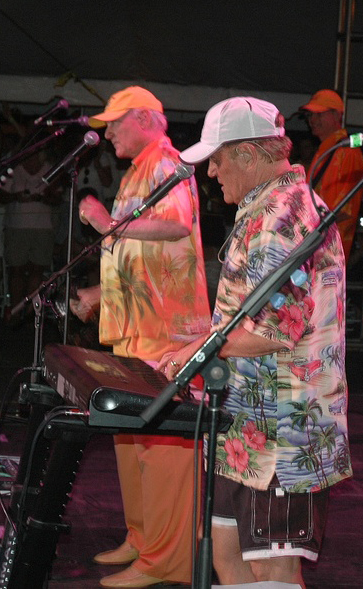
Beach Boys en un concierto en el 2006.

The Beach Boys son considerados según los críticos como uno de los grupos de rock estadounidense más importantes en la evolución de la música popular. Críticamente aclamada y comercialmente exitosa, los Beach Boys dejaron un legado de ventas que oscila entre los 100 y los 300 millones discos en todo el mundo. Influyeron en una gran cantidad de artistas de diversos géneros y décadas. Fue una de las pocas bandas —al lado de conjuntos como The Mamas & The Papas, por ejemplo— cuyo éxito no se vio perjudicado por la invasión musical británica. Existieron muchos grupos de surf rock durante la primera mitad de la década de 1960, pero ninguna trascendió mundialmente como The Beach Boys.
Algunos artistas influenciados por The Beach Boys fueron The Beatles, George Martin, The Velvet Underground, Pink Floyd, Cream, The Who, Elton John, ABBA, Bruce Springsteen, Ramones, The Stone Roses, Sonic Youth, Beck, R.E.M., Neutral Milk Hotel, Radiohead, of Montreal, The Olivia Tremor Control, Flaming Lips, My Bloody Valentine, Daft Punk, Air, Kraftwerk, Yellow Magic Orchestra, Belle and Sebastian, Alex Chilton, Saint Etienne, Pixies, MGMT, Animal Collective y Will Toledo. Cuando la banda Weezer comenzaba su trayectoria, el cantante Rivers Cuomo, recordó que se inspiró en «los días del rock and roll anteriores a las drogas» y en «las imágenes limpias de los Beach Boys», mencionando que en la década de 1990 «eso se sentía, irónicamente, rebelde». Además, Cuomo mencionó que el álbum Pet Sounds fue «una de las mayores influencias de cuando Weezer comenzaba».
Fueron unos de los primeros autores intelectuales del rock y pop psicodélico, rock ácido, art rock, art pop, rock progresivo, y sunshine pop. Además de The Beatles, los Beach Boys llegaron a llamar la atención de varios de sus contemporáneos del pop y del rock durante la década de 1960, en los que se incluyeron los Rolling Stones, Harry Nilsson, George Martin, The Who, Roger Waters de Pink Floyd, Lou Reed de The Velvet Underground, y Frank Zappa.
Una de las obras más destacadas en el repertorio de The Beach Boys fue el álbum Pet Sounds, que dejó sorprendido e inspirado a Paul McCartney. George Martin declaró a la revista Rolling Stone a principios de los años 70: «Sin Pet Sounds, el Sgt. Pepper no habría ocurrido... Sgt. Pepper fue un intento de igualar el nivel de Pet Sounds». McCartney lo ha colocado como uno de sus álbumes favoritos. Otra influencia u homenaje a The Beach Boys por parte de The Beatles fue «Back in the U.S.S.R.», con coros y estructura muy similares a «California Girls».
Roger Waters, de Pink Floyd, quería recrear el sonido de los coros de The Beach Boys para la canción «The Show Must Go On»; para eso consiguió que Bruce Johnston acudiera para que le ayudase a lograrlo. El cantante de Radiohead, Thom Yorke, dijo que, a la hora de hacer el álbum OK Computer, buscó crear una obra que fuera tan impactante como lo había sido el mismo Pet Sounds.
El grupo canadiense Barenaked Ladies publicó una canción titulada «Brian Wilson» en la cual se hablaba de los problemas que este había sufrido durante la época de las sesiones del álbum SMiLE. El mismísimo Brian Wilson interpretó esa misma canción para la apertura de sus conciertos durante su gira solista en el 2000. Pet Sounds también influyó en los álbumes Cold and Bouncy y Hawaii, de The High Llamas, y también en Up y Reveal, de R.E.M.
La canción «Darlin'» sirvió de inspiración a Guy-Manuel de Homem-Christo y Thomas Bangalter (futuros integrantes de Daft Punk) para llamar así a su primera banda que formaron.
La banda inglesa Saint Etienne utilizó una parte del título del álbum Carl and the Passions - "So Tough" para publicar su álbum So Tough en 1993, como un homenaje a The Beach Boys. Del mismo modo, también titularon su compilación del mismo año, You Need a Mess of Help to Stand Alone, sobre la base de una canción homónima del grupo californiano. Por su parte, la banda Ramones se vio influenciada por la música pop de los años 50 y 60 con la que sus miembros crecieron musicalmente; entre los estilos musicales de aquella época estaba el surf rock de The Beach Boys, que también tuvieron influencia en el dúo británico Pet Shop Boys.
En declaraciones sobre el álbum Carl and the Passions - "So Tough", Elton John dijo:

[...] Yo soy un gran fan de The Beach Boys. Ellos han sido y siguen siendo una influencia importante para mí. Este álbum [Carl and the Passions - "So Tough"] está lejos musicalmente de Pet Sounds, pero tiene momentos de genialidad impresionante, como también de experimentación. Cuando salió publicado este disco, me acuerdo lo diferente y fresco que sonaba. Aún hoy en día suena todavía así.
Elton John, 2000.

El líder del conjunto barcelonés Sidonie, Marc Ros, ha declarado en una entrevista a propósito de la influencia musical sobre una de sus canciones:

Hombre, gracias por citarlos [a The Beach Boys], porque de las cien entrevistas que hemos hecho, eres el primer periodista que los nombra. Tenemos muchas influencias muy notables, que no escondemos, y en esa canción, además de a los Beach Boys, puedes encontrar a Crosby, Stills & Nash, a su equivalente español, Cánovas, Rodrigo, Adolfo y Guzmán, Simon & Garfunkel, los Beatles, por el hecho de unir canciones... Los Beach Boys son una influencia vital para la banda.
Marc Ros, 28-10-2011.

James Curtis, profesor de estudios culturales, escribió en 1987: «... podemos decir que los Beach Boys representan las perspectivas y los valores de los adolescentes blancos protestantes anglosajones a principios de los años sesenta. Habiendo dicho esto, nos damos cuenta de inmediato de que deben significar mucho más que esto. Su estabilidad, su poder de permanencia y su capacidad para atraer nuevos fanáticos lo demuestran».
The Beach Boys tuvieron a lo largo de su carrera problemas con su imagen pública y con su audiencia. El musicólogo Charlie Gillett explica: «Los Beach Boys se habían convertido en 1965 en una institución americana del pop. Pero si bien continuaron cultivando esa imagen visual suya de acuerdo con su nombre y su primer repertorio, existía un límite con respecto a cuántas diferentes formas [Brian] Wilson pudo describir las maravillas de poder vivir en el sur de California... Muchos fanáticos serios del pop desestimaron originalmente al grupo por considerarlo basura pop para niños, pero después comenzaron a tener una gran admiración, cuando Brian Wilson encontró la presión de la adulación pública más de lo que había esperado encontrar hasta ese momento; al retirarse de las actuaciones en directo, Wilson pasó la mayor parte de su tiempo en el estudio de grabación construyendo sus canciones». En tanto a su relación con la prensa, José Ángel González Balsa dice que: «La misma prensa que aplaudía todo tipo de excentricidades a los genios psicodélicos no consentía las rarezas de aquel anacoreta [Brian Wilson] que componía canciones sobre irse a dormir [I Went to Sleep], la inactividad y la paz del pasado».
Su creciente complejidad musical provocó a mediados de los años 1960 que sufrieran burlas por parte de la audiencia por la baja calidad mostrada en sus actuaciones en las cuales se exigían complicadas orquestaciones en vivo. La burla se extendió también a las camisas a rayas que vestían habitualmente en sus giras. En sus primeras actuaciones, la banda usaba chaquetas de lana como la que usaban los surfistas locales, antes de cambiar a sus camisas a rayas de marcas y pantalón blanco inspirados en el Kingston Trio. En la segunda mitad de la década de 1960, los Beach Boys promovían el activismo contra la guerra, y se interiorizaron sobre la meditación trascendental y el ambientalismo. En 1970, el grupo dejó de vestirse con sus características camisetas en el escenario y empezó a enfatizar su conciencia política y social. Opinando sobre su asociación con Charles Manson y Ronald Reagan, Erik Davis observó: «Los Beach Boys pueden ser el único puente entre esos dos polos desquiciados. En sus discos se encuentra un amplio registro de sentimiento político y estético que en los de cualquier otra banda que se pueda encontrar en esos tiempos tan emocionantes: como el Estado [de California], ellos se expanden y se desacreditan y se contradicen a sí mismos».
A pesar de la inmensa popularidad y el éxito del grupo, algunos consideraron que el grado de su contribución a la música pudiera estar infravalorado. Lou Reed escribió en 1967: «¿Nadie se da cuenta de lo que Brian Wilson hizo con los acordes?». Pitchfork Media llegó a postular: «Uno entenderá en algún momento que los Beach Boys no eran sólo una banda musical de diversión y surf de la década de 1960, cuyos sencillos se llegaron a usar más tarde en anuncios comerciales; en su mejor momento, llegaron a hacer un trabajo artístico de primer nivel ... Una vez que has llegado a absorber [el Pet Sounds], te encontrarás a ti mismo remontarte a través de canciones como «Don't Worry Baby», «The Warmth of the Sun», y «I Get Around», y en las cuales llegas a encontrar un brillo más profundo donde antes sólo escuchabas habilidoso pop». Revisionando la edición de The Smile Sessions en 2011, The Los Angeles Times había escrito: «... sin duda todas las librerías sobre la historia de la grabación americana deben tener esto; departamentos de composición universitarias, profesores de música, ingenieros de grabación en ciernes y compositores deberían estudiarlo». El sitio NewMusicBox (que normalmente se dedica a escribir sobre la nueva música estadounidense que está fuera de la corriente comercial) ha dicho:

¿Ganarán Brian Wilson y los Beach Boys con la cuidadosa reconstrucción de su álbum perdido Smile la misma consideración de orgullo en la historia de la música estadounidense a como lo obtuvieron otros artistas innovadores tales como Ives, Gershwin, Cage, Coltrane, James Brown, etc.? Probablemente no, por desgracia. Pero esto tiene más que ver con los caprichos en la historia de la acogida que con la historia real misma. The Beach Boys siempre serán percibidos por mucha gente como una banda alegre y desenfadada a la que le gustaba estar de juerga con «California Girls» mientras hacían «Surfing Safari». No ayudó a la imagen del grupo a que se reciclaran constantemente sus grandes canciones de éxito en recopilaciones de diversa clase, que fueran interpretadas modernamente por las distintas formaciones de la banda en directo, y a que estas tempranas canciones estuvieran, por último, presentes a lo largo del tiempo como parte de las bandas sonoras de innumerables anuncios, desde los cuales se invitaba a los 'fiesteros' a que tuviesen un buen 'verano divertido' («Summer Fun»).
Frank J. Oteri.

## Música

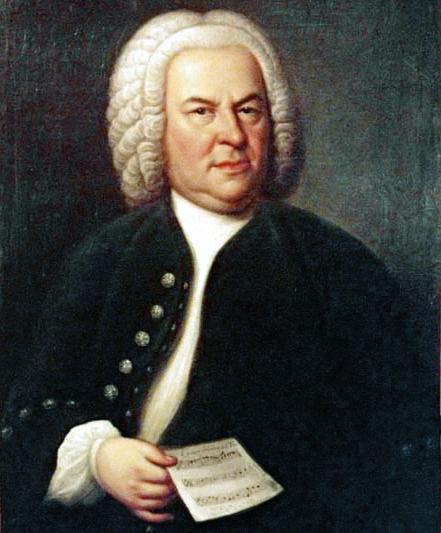
El compositor alemán del barroco Johann Sebastian Bach fue una de las influencias para la composición musical de Brian Wilson.

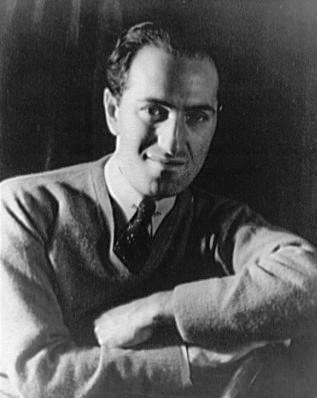
Brian Wilson también era un gran admirador del compositor estadounidense George Gershwin. En 2010 completó algunas obras inconclusas suyas y las editó en un álbum titulado Brian Wilson Reimagines Gershwin.

La música de The Beach Boys ha estado determinada por las diferentes preferencias musicales de cada uno de sus miembros: las principales influencias de Brian Wilson fueron la música de Johann Sebastian Bach y George Gershwin, el grupo The Four Freshmen y los arreglos musicales de Phil Spector. La influencia de Carl Wilson era el rock 'n' roll y, específicamente, los riffs de guitarra de Chuck Berry. Dennis Wilson pasaba gran parte de su tiempo en la playa, a la que The Beach Boys cantó durante muchos años. Su impresión de la vida en la playa se la iría describiendo Dennis a su hermano Brian Wilson. La combinación de estos tres factores influyeron en el sonido de California de sus primeros años.
En el primer álbum, Mike Love y Brian Wilson actuaron en calidad de cantantes: Love cantaba piezas de rock and roll, y Brian interpretaba las baladas pop. Los arreglos de las primeras canciones fueron relativamente fáciles, pero más tarde —por la influencia de la técnica del wall of sound de Phil Spector—, las canciones del grupo se hicieron cada vez más sofisticadas y complejas, de forma que para la grabación de una canción, por lo general se tuviese que emplear a alrededor de cuarenta músicos en el estudio. A partir del álbum Wild Honey, reforzado musicalmente con el género soul y publicado en 1967, las canciones volvieron a tener sencillos arreglos instrumentales tocados por la propia banda en las grabaciones. Desde esa fecha, los demás miembros del grupo también se dedicaron a la composición y a la producción, con lo cual se enriqueció el estilo musical de The Beach Boys.
En los primeros años de la década de 1970, la música de The Beach Boys se fue orientando cada vez más, a través de los músicos sudafricanos Fataar y Chaplin, al género musical del R&B. Esto cambió en 1976, cuando Brian Wilson decidió volver de nuevo a la banda. Este se estaba ocupando de forma intensiva en el empleo del sintetizador Moog al igual que hacía por entonces su hermano Carl, por lo cual el instrumento acabó por tener un protagonismo destacado en los álbumes que la banda publicaba. Sus canciones se vieron así afectadas en su textura musical de forma permanente. El álbum de The Beach Boys Love You (1977) se registró casi exclusivamente con el Moog. A finales de la década de 1970, The Beach Boys trataron de sonar otra vez como en sus primeros tiempos de los años 60, con lo que asentaron en el público una ola de nostalgia sobre la banda californiana.
En 1985, el nuevo productor de The Beach Boys, Terry Melcher, trató de crear un nuevo sonido para la banda. La música fue determinada cada vez más por los componentes electrónicos, tales como baterías electrónicas, bajo eléctrico y un sonido dominante de teclado. Además, también se renunció a la voz en falsete típico de The Beach Boys. Las armonías vocales a cuatro partes, también típico del grupo, fueron utilizadas solamente de manera esporádica, y en su lugar, los cantantes actuaron cada uno como vocalistas principales. En el álbum Summer in Paradise (1992), la disponibilidad de la última tecnología de estudio se llegó a utilizar aún más todavía, de forma que los fanáticos del grupo no llegaron a interesarse por el disco, debido al sonido extraño y electrónico que ofrecía.

### Forma y técnicas de grabación
Los experimentos de Brian Wilson con su grabadora Wollensack proporcionan los primeros ejemplos de su talento para los arreglos exóticos y sus inusuales patrones de percusión, además de la idea de reciclar material para usarlo en trabajos posteriores. Su asistencia a las sesiones de grabación de Phil Spector lo instruyó en la técnica del wall of sound, lo que terminó de forjarlo como productor musical. Desde entonces, Wilson comenzó a recibir consejos del productor Jan Berry. Al colaborar ambos en la redacción y composición de algunas canciones para sencillos exitosos producidos para otros artistas, grabaron lo que posteriormente se conocería como el sonido de California. La respuesta comercial positiva a las composiciones pop dotadas de estructuras irregulares y armónicamente variadas, le brindó a Wilson el prestigio suficiente para tener a su disposición los suficientes recursos para promover sus aspiraciones creativas. Por ello, procedió a explorar las numerosas combinaciones inusuales de los instrumentos, al tiempo que hizo también hincapié en la percusión creativa. Igualmente, fue llevando la lírica de forma gradual a temas más maduros.
En su momento, el álbum Beach Boys' Party! fue presentado al público como un álbum grabado en vivo durante una divertida fiesta íntima de la banda; pero, en realidad, las canciones se habían registrado en el estudio y se le habían añadido efectos de risas, personas hablando y demás ruidos de fondo para que pareciera una grabación informal. La idea fue en su momento muy original e innovadora.
El uso de medios musicales experimentales de grabación se dio, sobre todo, en álbumes como Pet Sounds y SMiLE. En ellos se encuentran los siguientes esquemas: en la primera mitad de «Good Vibrations» encontramos una estructura regular, con el verso y el coro que se van construyendo en los grupos de tiempos con potencias de dos (2, 4, 8, 16, 32, 64). Después de dos episodios/ranuras, se va construyendo con longitudes irregulares de barras impares; se distingue claramente por el contenido de la instrumentación y la atmósfera, de la parte de verso y coro. Este esquema se utilizó de la misma forma para «Heroes and Villains». Solo para la canción «Good Vibrations» se usaron más de noventa horas de cinta magnética en diecisiete sesiones por diferentes estudios de grabación; se tardó un total de seis meses en grabarla, y se gastaron cincuenta mil dólares en ella, un coste astronómico para una canción de aquella época.
Para «Caroline, No» se usó una nueva técnica de grabación, aunque muy sencilla: la versión original se grabó a una velocidad más lenta, y así, al ser reproducida a una velocidad normal, la voz sonaba un tono más alto de lo que se había grabado. Esta misma técnica fue utilizada por Paul McCartney en su «When I'm Sixty-Four» de The Beatles.

### Instrumentación
La característica típica de las primeras grabaciones de la banda era la de la voz aguda de Brian Wilson, que más tarde fue reemplazado por Al Jardine con su voz en falsete. Otra marca distintiva de ellos era el sonido vibrante de la guitarra eléctrica en canciones como «I Get Around», y la implementación del órgano Hammond en temas como «Fun, Fun, Fun» y «Surfin' USA». Quitando la complejidad de las partes vocales y corales, las canciones de The Beach Boys, en su primer momento, se caracterizaron por lo económico y sencillo de sus interpretaciones instrumentales. Pero posteriormente, en las grabaciones de la banda, estos esquemas se rompieron totalmente, y la forma de grabar se fue complicando cada vez más.
Al final de «Caroline, No», última canción de Pet Sounds, se añadió el sonido del paso de un tren y unos ladridos de perro, que resultaron ser las mascotas de Brian Wilson que él mismo había grabado: Banana y Louie. En algunas compilaciones, como por ejemplo en Made in U.S.A., esta parte sonora se había suprimido. En la misma canción, el clavicordio y las flautas bajas acompañaron más al solo vocal de Brian Wilson, lo que dio lugar a que, al igual que en otras muchas composiciones de este periodo, se reflejara una influencia del jazz en el tema. La canción «I Just Wasn't Made for These Times» fue la primera en la que se hacía uso del electroteremín, instrumento apenas conocido para la época.
Uno de los títulos que consumió más tiempo de producción fue «Good Vibrations», donde Brian Wilson fue más allá de la estructura formal al crear nuevas formas en su instrumentación. El título duraba tres minutos y treinta segundos, con una estructura modular y diversa formada por varios fragmentos que destacaban por los cambios de ritmo de la canción. Las guitarras habituales en este género fueron omitidas, además de otros instrumentos habituales, y fueron reemplazadas por el theremín, un violonchelo, un órgano, una armónica y dos bajos. La canción fue grabada en diferentes estudios para aprovechar las diferencias en el sonido y el ambiente de cada instalación. En contraste con las canciones complejas, en algunos casos se realizaron intencionadamente canciones poco orquestadas. Esto hacía que, como en el tema «Wonderful», a veces el sonido fuese inestable y ambiguo u oscuro con solo una voz y sonidos graves.

## Miembros
The Beach Boys estaban integrados desde el principio por los hermanos Wilson: Brian (composición, voz, bajo y piano), Carl (guitarra y voz) y Dennis (batería, voz y en ocasiones, piano); junto con un primo de la familia, Mike Love (voz, teclados, saxofón y electroteremín); y un compañero de estudio de Brian, Al Jardine (guitarra y voz). Bruce Johnston (voz, bajo y piano) se uniría al grupo a finales de 1964 para reemplazar a Brian Wilson en las actuaciones en vivo. Otro músico, David Marks (guitarra y vocal), fue ocasionalmente miembro del conjunto a lo largo de su historia, como en la gira de 2012 por la celebración del cincuentenario del grupo.

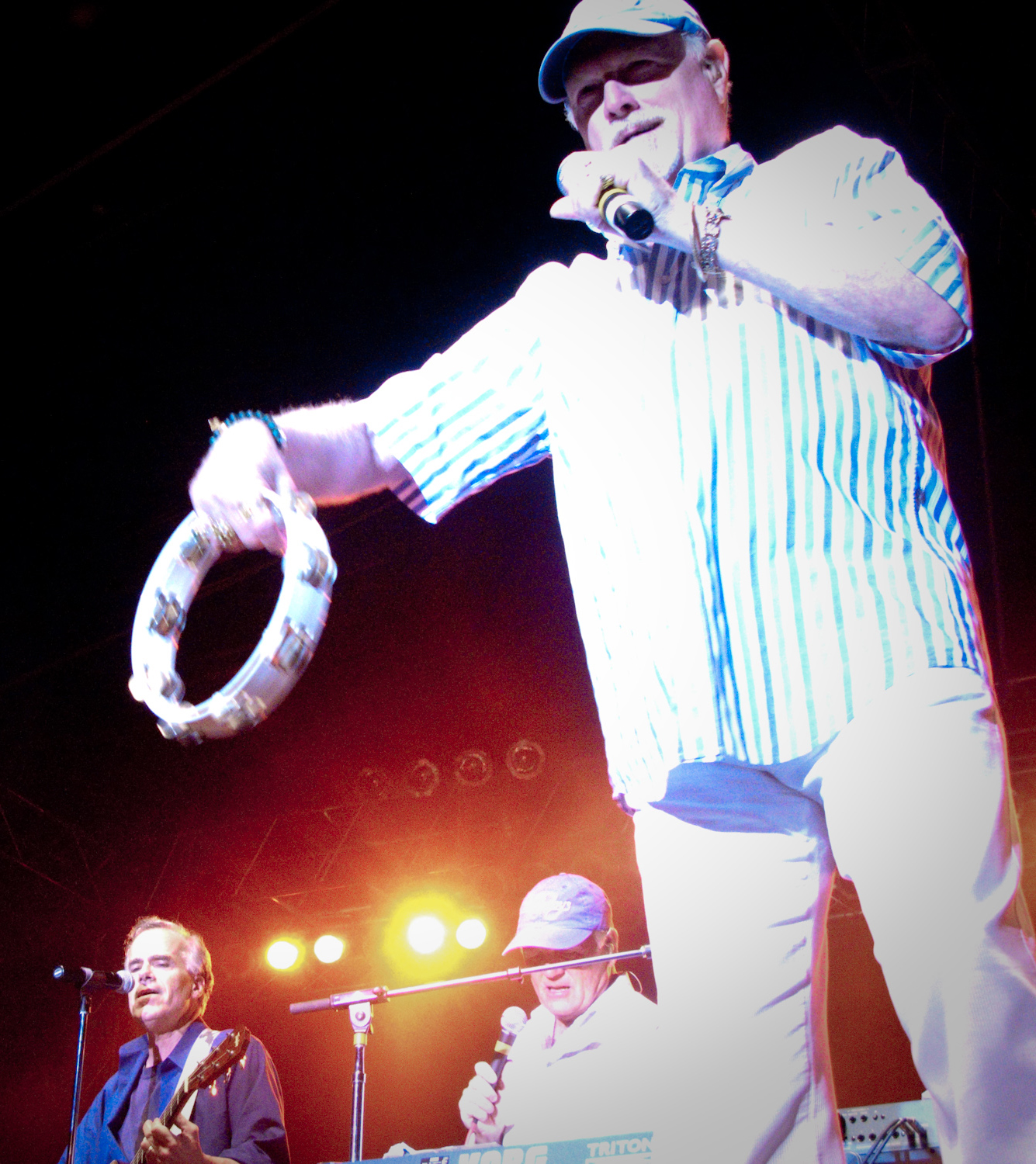
Mike Love Voz, saxofón, electroteremín, teclados y concertina
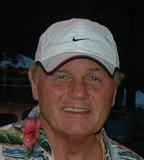
Bruce Johnston Voz, bajo eléctrico, piano, teclados y órgano Hammond
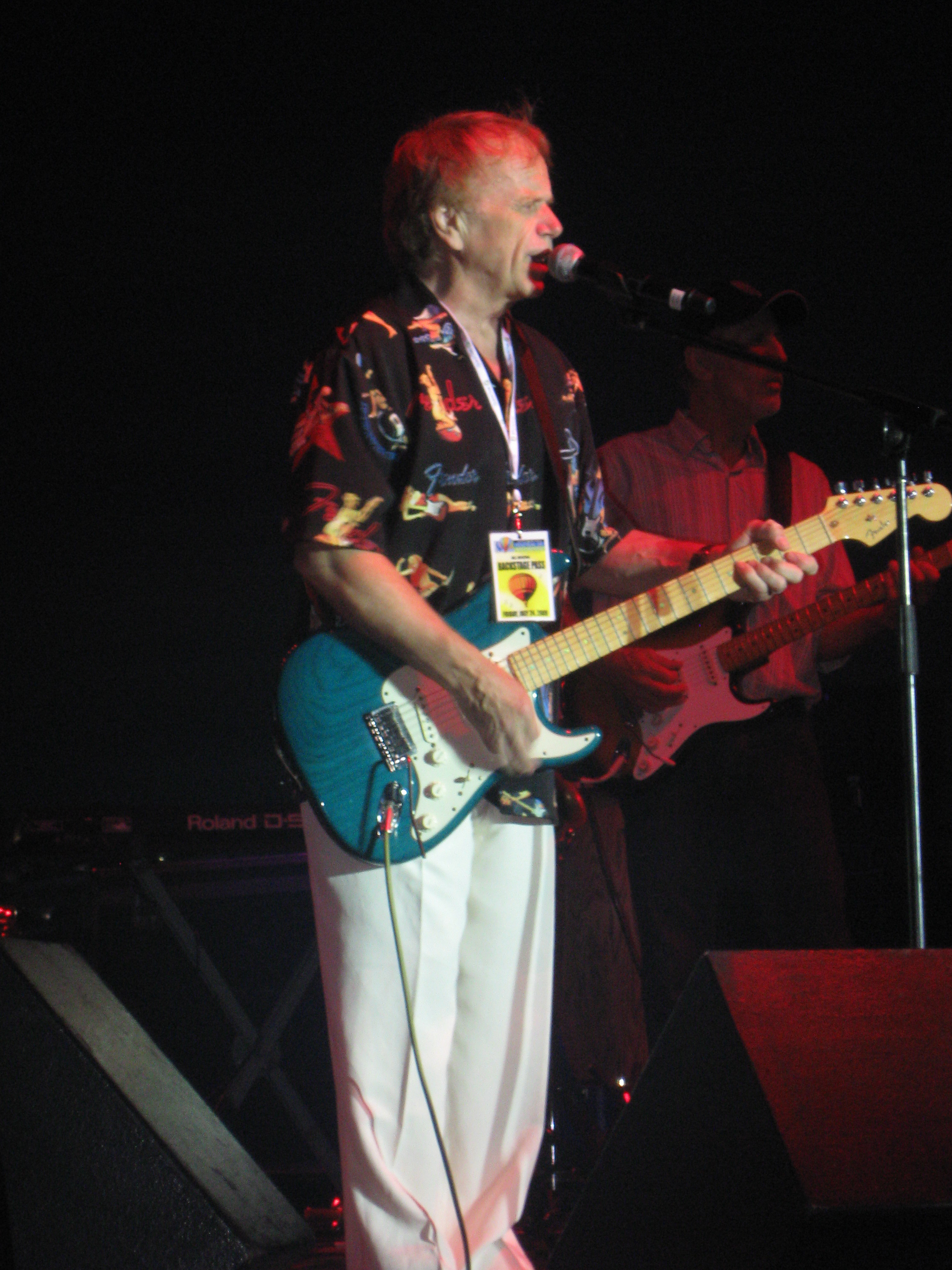
Al Jardine Voz, guitarra eléctrica, bajo sexto, guitarra acústica, banjo y contrabajo
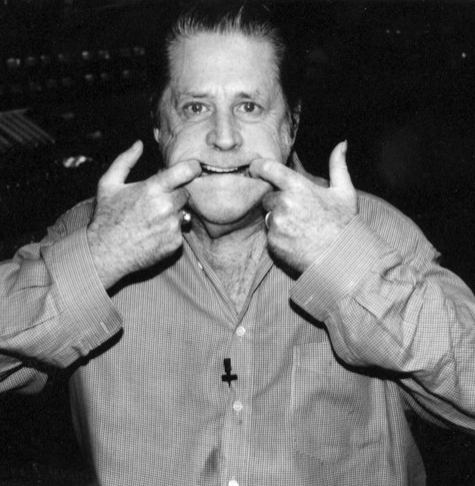
Brian Wilson(fallecido) Voz, bajo eléctrico, guitarra, piano, batería y teclados
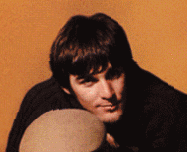
Dennis Wilson (fallecido) Voz, batería y teclados
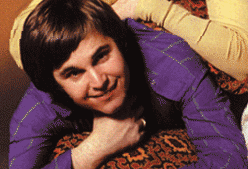
Carl Wilson (fallecido) Voz, guitarra eléctrica, bajo eléctrico y teclados
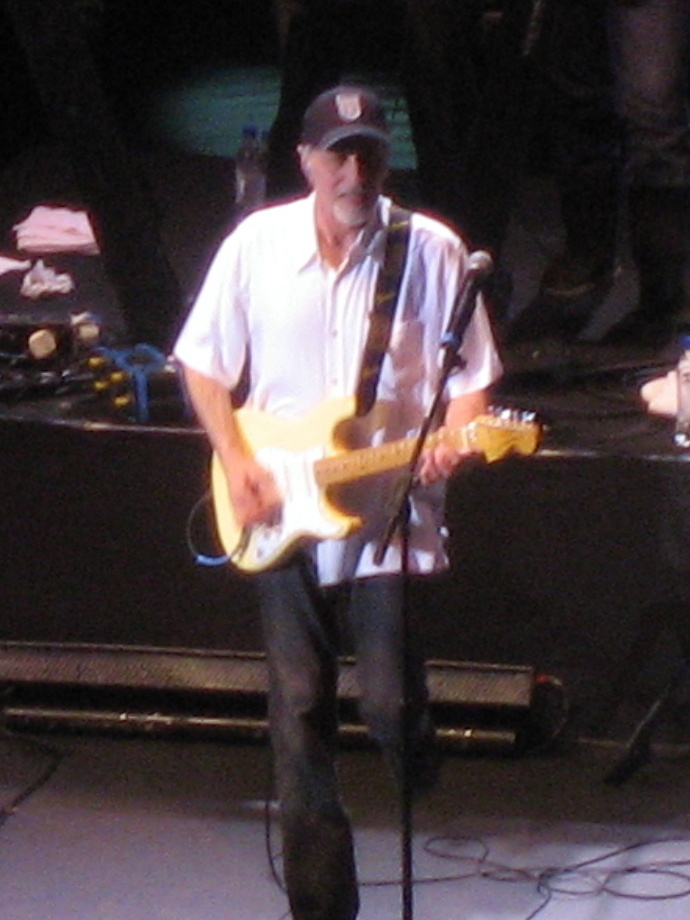
David Marks Voz y guitarra eléctrica
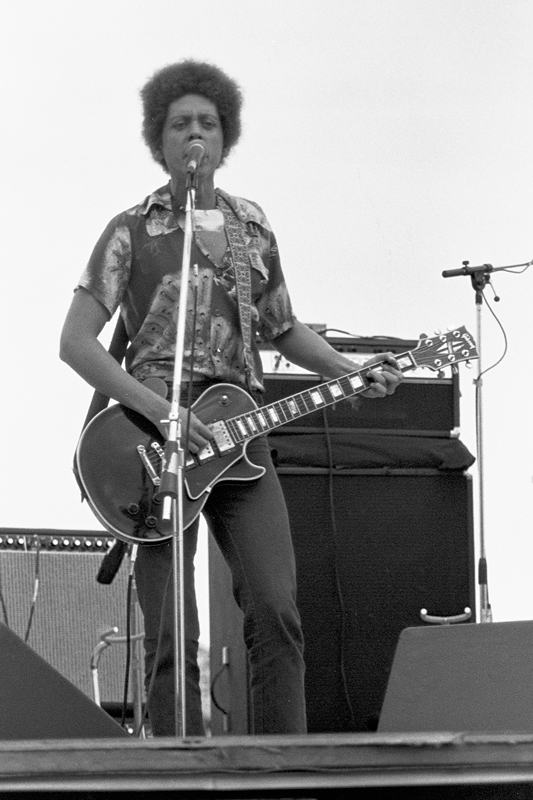
Blondie Chaplin Voz, guitarra eléctrica y bajo
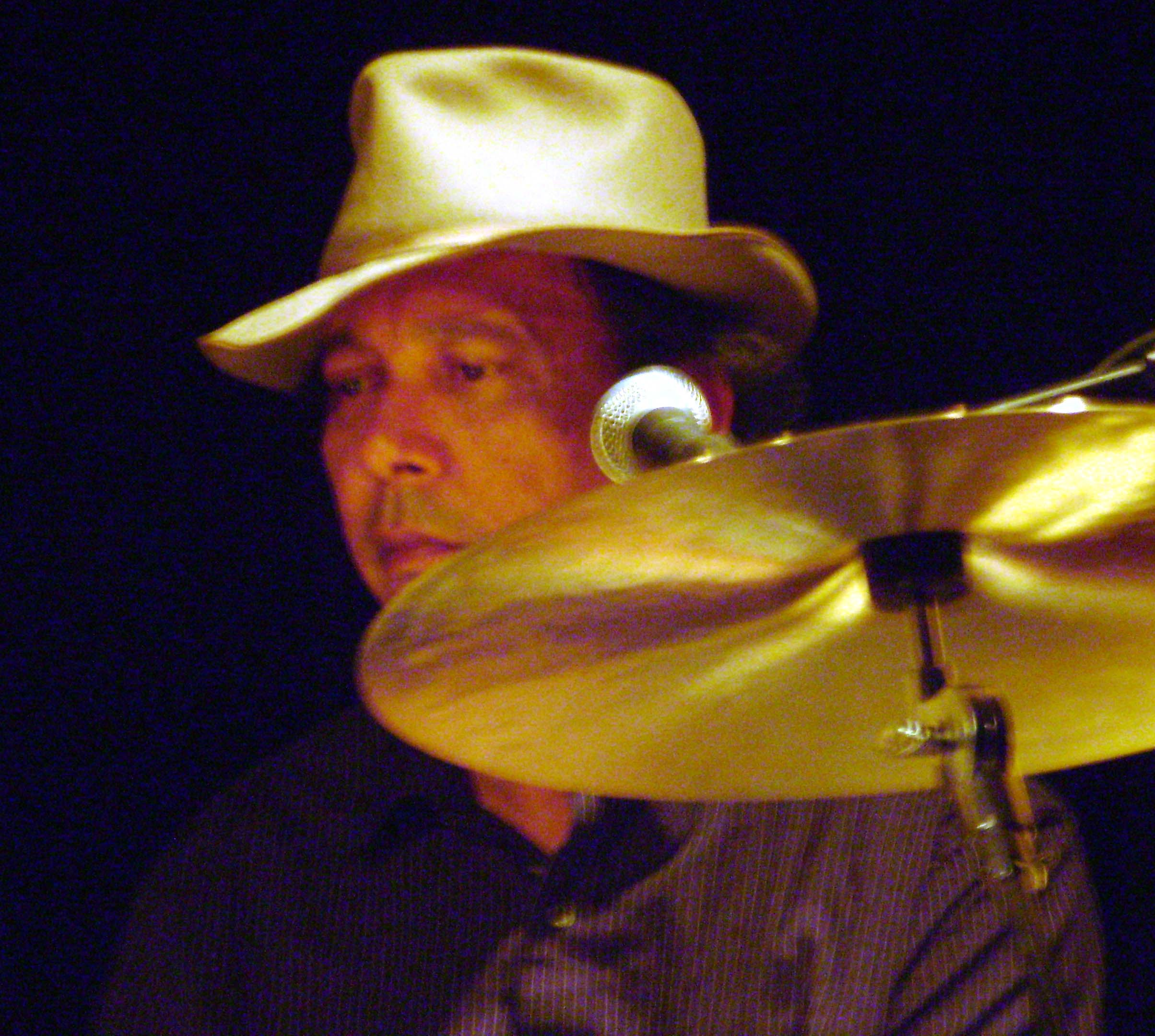
Ricky Fataar Voz, batería, guitarra eléctrica y steel guitar

Cronología

## Discografía
Discografía oficial estadounidense
| - 1962: Surfin' Safari - 1963: Surfin' USA - 1963: Surfer Girl - 1963: Little Deuce Coupe - 1964: Shut Down Volume 2 - 1964: All Summer Long - 1964: The Beach Boys' Christmas Album - 1965: The Beach Boys Today! - 1965: Summer Days (and Summer Nights!!) - 1965: Beach Boys' Party! - 1966: Pet Sounds - 1967: Smiley Smile - 1967: Wild Honey - 1968: Friends - 1969: 20/20 |  | - 1970: Sunflower - 1971: Surf's Up - 1972: Carl and the Passions - "So Tough" - 1973: Holland - 1976: 15 Big Ones - 1977: Love You - 1978: M.I.U. Album - 1979: L.A. (Light Album) - 1980: Keepin' the Summer Alive - 1985: THE BEACH BOYS - 1989: Still Cruisin' - 1992: Summer in Paradise - 1996: Stars and Stripes Vol. 1 - 2012: That's Why God Made the Radio |